# Woltersdorf (bei Berlin)
Woltersdorf ist eine amtsfreie Gemeinde im Landkreis Oder-Spree in Brandenburg (Deutschland).

## Namensherkunft und Zusätze

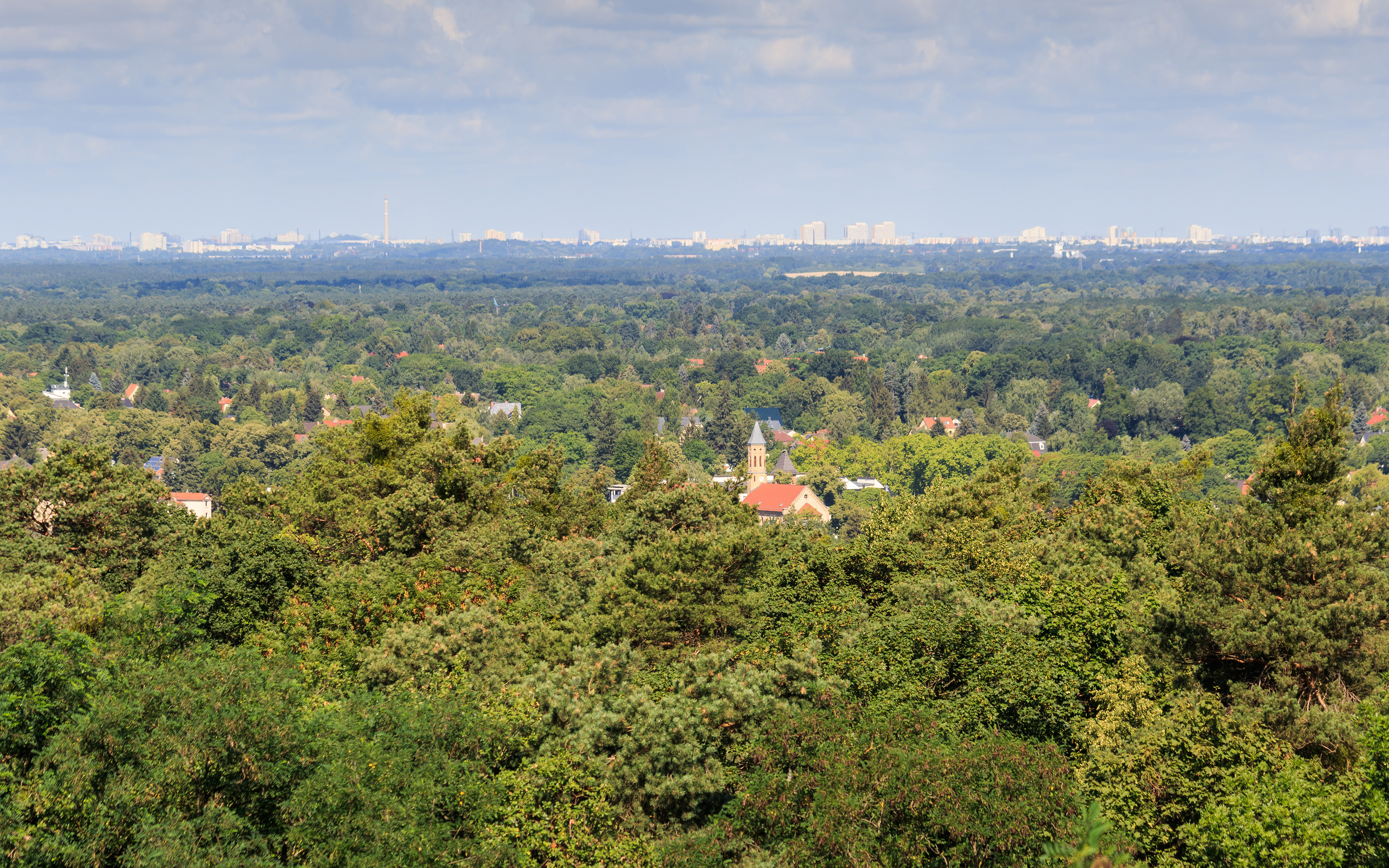
Blick auf Woltersdorf vom Aussichtsturm auf dem Kranichsberg

Der Name der Gemeinde verweist vermutlich auf das Heimatdorf der ersten deutschen Siedler. Andere Schreibweisen waren unter anderem: Waladstorf (1375), Woltersdorp (1416, 1487) und Waltersdorf (1555, 1710, 1821).
Der erste verwendete Namenszusatz Wendisch wurde seit dem Mittelalter bis ins 19. Jahrhundert verwendet und verwies auf die alteingesessenen slawischen Bewohner des Ortes. Mit der Eröffnung des Bahnhofs Erkner 1842 kam der Zusatz bei Erkner auf, der noch heute von Post und Bahn verwendet wird. Seit der Gründung von Schönblick und der Straßenbahn zum S-Bahnhof Rahnsdorf wird auch der Zusatz bei Berlin genutzt. Neben diesen gibt es noch den amtlichen Zusatz an der Schleuse. Dieser wird von der Gemeinde selbst und vielen Vereinen verwendet.

## Geografie

### Lage
Die Gemeinde liegt im Südosten von Berlin an den drei Seen Bauersee, Flakensee und Kalksee. Im Osten und Südwesten grenzt sie an die großen Waldgebiete des Rüdersdorfer und Köpenicker Forst. Im Norden und Süden schließt die Bebauung der Nachbargemeinden fast nahtlos an.

### Nachbargemeinden
| Klein Schönebeck (Schöneiche) | Tasdorf (Rüdersdorf)                        | Rüdersdorf |
| Erknersche Heide              | Kompassrose, die auf Nachbargemeinden zeigt | Kalksee    |
| Berlin-Rahnsdorf              | Erkner                                      | Grünheide  |

### Geologie und Hydrologie
Woltersdorf hat seine naturräumliche Gliederung nach der letzten Eiszeit erhalten. Es liegt an der Grenze der Hochebene des Barnim zum Warschau-Berliner Urstromtal. Im Westen der Gemeinde verläuft diese Grenze annähernd an der südlichen Bebauungsgrenze des Ortsteils Schönblick. Im Osten liegen alle bewohnten Gemeindegebiete auf der Barnim-Seite, nur der Springe- und Schleusenberg liegen bereits im Urstromtal. Im Osten an den Seen ist die Gemeinde auch Teil einer glazialen Rinne, über die das Schmelzwasser der Gletscher auf der Barnim-Hochfläche südlich in das Berliner Urstromtal abfloss. Diese Rinne teilt die Gemeinde von Nord nach Süd ungefähr entlang des Berghofer Wegs, der Rüdersdorfer und Ethel-und-Julius-Rosenberg-Straße. Westlich davon bilden eine Endmoräne, östlich davon Sander der glazialen Rinne die Oberfläche. Östlich der glazialen Rinne befinden sich mit den Kranichsbergen auch die höchsten Erhebungen Woltersdorfs. Diese bilden zusammen mit den östlicher gelegenen Wurzelbergen das südliche Ende einer Endmoräne. In der Spätphase der Weichsel-Eiszeit kam es durch Westwinde zur Bildung von Dünen, von denen die Fuchsberge die größten in Woltersdorf sind. Neben dem Kalksee im Osten, dem Bauersee nordöstlich vom alten Dorf und dem Flakensee im Südosten, liegen im Gemeindegebiet noch kleinere Tümpel wie Ahés Pfuhl im Nordwesten des Dorfes und der Paddenpfuhl im Westen von Schönblick. Der Bauersee hat einen Zufluss namens Kuhgraben und mit dem Hirtengraben eine Verbindung zum Flakensee.

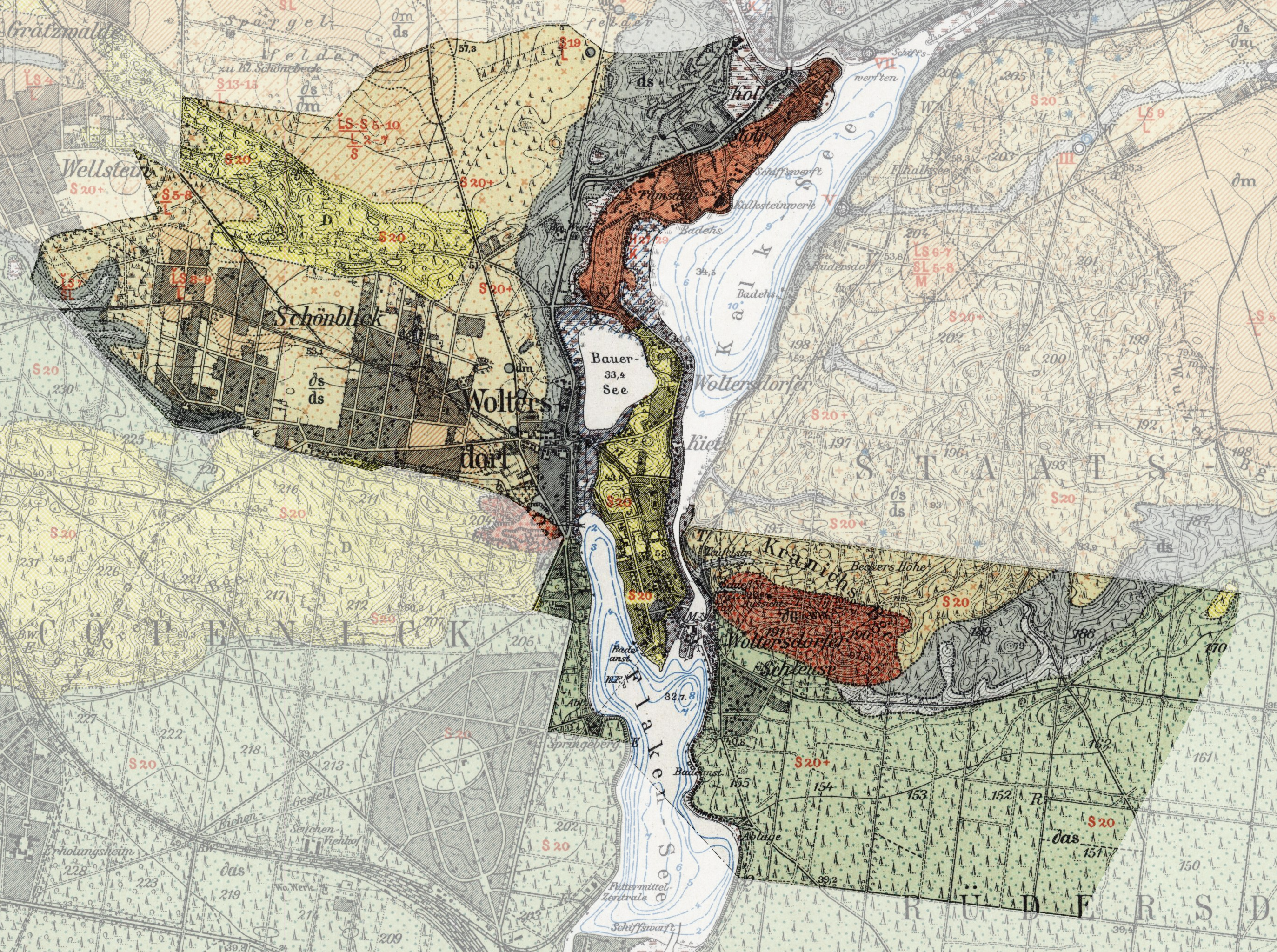
Geologische Karte der Gemeinde Woltersdorf von 1910

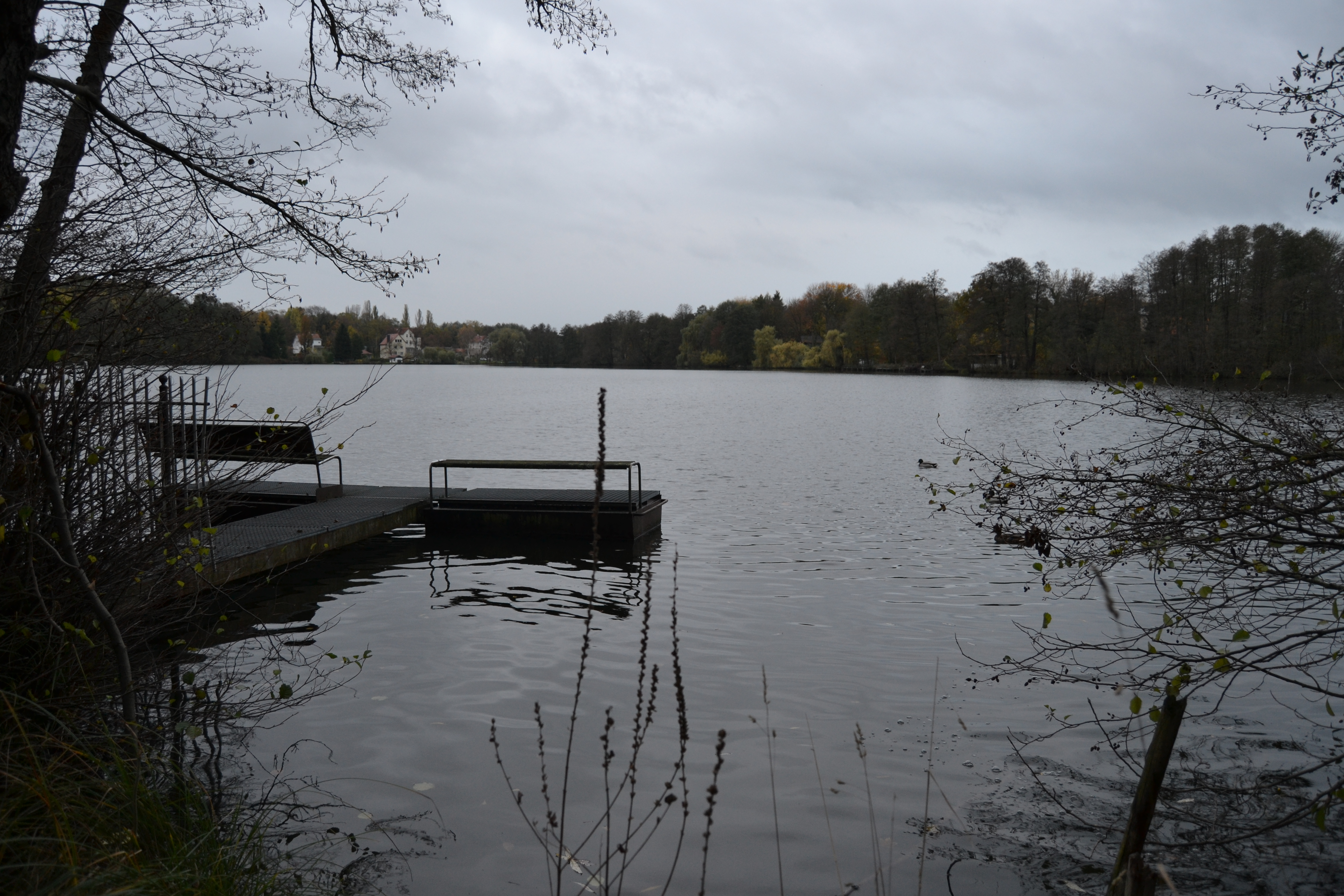
Bauersee, Blick nach Süden

## Gemeindegliederung
Heute gehören zu Woltersdorf amtlich die Wohnplätze Schönblick im Westen, zwischen dessen beiden historischen Hälften sich die Demos-Siedlung befindet und der von den Ortslagen Paddenpfuhl, Fuchsberge, Ahés Pfuhl und am Eichberg umgeben ist, Springeberg im Süden und Stolp im Nordosten, in dessen Westen der Krähenwinkel und im Süden das Seebad liegt. Hinzu kommen die Ortslagen Kietz, Schleusenberg und Werder im Osten an den Seen und Knack samt Postsiedlung und Lerchenfeld im Norden.

## Geschichte
Es gibt einige archäologische Spuren von frühzeitlichen Siedlungen in und bei Woltersdorf. Neben zahlreichen Einzelfunden sind auch drei Gräberfelder entdeckt worden. An der heutigen Grenze zum Berliner Forst, auf dem Sprintberg, der zwischen Köpenicker Straße und Polteweg liegt, wurden Spuren eines Gräberfeldes gefunden. Auch an der Grenze zu Kleinschönebeck, nördlich der Lessingstraße, zwischen Ahornallee und Schillerstraße wurde ein Feld mit zahlreichen Urnen aus der Zeit von 1200 bis 1000 vor Chr. ausgegraben. Hierbei handelt es sich um den größten archäologischen Fund in Woltersdorf. Die ältesten Siedlungsspuren wurden allerdings auf dem Rötheberg, der zwischen Bauer- und Kalksee gelegen ist, entdeckt. Sie datieren vermutlich in die späte Bronzezeit. Vor der Zeit der Völkerwanderung lebte hier vermutlich der elbgermanische Stamm der Semnonen, später der slawische Stamm der Sprewanen.

### Märkisches Dörflein
Die Gründung von Woltersdorf fällt in die Zeit des Teltowkrieges, in welchem sich die beiden Brandenburger Markgrafen Otto III. und Johann I. im Raum Köpenick und Mittenwalde gegen die sächsischen Wettiner durchsetzen konnten. Am Südrand des Barnims, auf der Anhöhe zwischen Bauer- und Flakensee wurde um 1240 ein Angerdorf gegründet, ob dies bereits unter den Wettinern oder erst unter den Askaniern geschah, ist nicht mehr eindeutig nachweisbar. Die neuen Siedler benannten das neue Dorf vermutlich nach ihrem Heimatort, welcher bei Zahna in der Nähe von Wittenberg liegt, das damals zwischen den Stammlanden der Askanier und Wettiner lag. Der Dorfanger bildet heute noch das Ortszentrum mit Kirche, Rathaus, Altem Krug und Schule. Diese Gebäude kamen jedoch erst in späteren Jahrhunderten hinzu. Woltersdorf gehörte vermutlich damals schon zum Burgamt Köpenick und wurde zur Unterscheidung von Waltersdorf auf dem Teltow auch Wendisch Woltersdorf genannt. Im Jahr 1375 wurde Woltersdorf im Landbuch Karls IV. erstmals urkundlich erwähnt. Es war zu diesem Zeitpunkt im Besitz des Markgrafen und Fritz von Britz auf Seeberg. 1416 schworen Otto und zwei Heinrichs von Britz dem neuen Markgrafen in Berlin die Treue. Als ihr Besitz wird auch Wendisch Woltersdorf "mit Hufen und mit Gehölz, mit Zinsen und mit Bede, mit allen Gnaden an das oberste und an den Dienst" genannt. Die von Britz verkauften Woltersdorf nach 1451 an die von Wagenschütz auf Pinnow.

### Berliner Kämmereidorf
Zu Ostern 1487 erwarb die Stadt Berlin das „Dorf und Gut Woltersdorf“ von Heinrich Wagenschütz für 150 Schock märkische Groschen. Die Stadt kaufte es in der Hoffnung, dass der Rüdersdorfer Kalkstein auch noch in Woltersdorf zu finden sei. Zwar erfüllte sich diese Hoffnung nicht, jedoch behielt die Stadt das Gut und Dorf für fast vierhundert Jahre. Anfänglich setzte Berlin einen Vogt ein, der das Rittergut für den Magistrat verwalten sollte, später wurde es ganz oder teilweise an ansässige Bauern oder andere Personen verpachtet. Als Bedienstete und Bewohner des Gutes werden in den nächsten vierhundert Jahren Meier, Schäfer, Weinmeister, Spohnmeister und Heidereiter genannt. Beim Kauf des Gutes 1487 werden als Besitzer im Dorf sieben Personen genannt: Der Krüger Peter Rike, die vier Bauern Klaus und Thomas Rike, sowie Kaspar Mattis und die drei Kossäten Lorenz Richenow, Martin Jakob und Borchard Byll. Der Ackerbesitz des Gutes, der Bauern und Kossäten lag auf dem Großen Feld, welches entlang der heutigen Berliner Straße von der Eichbergstraße bis zum Eichendamm reichte und auf dem kleinen Feld, im Bereich zwischen Ahés Pfuhl und Schule. Dazu kamen Wiesen am Bauer- und Kalksee für die Heugewinnung.
1550 wurde eine Schleuse am südlichen Ende des Kalksees errichtet, um den Transport des Rüdersdorfer Kalksteins nach Berlin zu verbessern. Die dortigen Schleusenmeister siedelten vermutlich im späteren Kietz. Seit 1553 gehörte Woltersdorf zur Pfarre Rüdersdorf und schon zwei Jahre später wurde vom Berliner Magistrat eine Kirche im Dorf errichtet. 1575 und 1598 starben zahlreiche Bewohner an der Pest. Während des Dreißigjährigen Krieges wurde das Dorf im November 1633 von den Truppen Wallensteins so stark verwüstet, dass alle Bauernstellen verwaisten.

#### Wiedergründung
1642 zogen die Bauern Andreas Petrich und Peter Weber in das Dorf ihrer Väter, erhielten vom Berliner Magistrat, der weiterhin das Rittergut besaß, Baumaterialien gestellt um die Hofstellen im Alten Krug und vor dem heutigen Rathaus wieder herzurichten und begannen damit, die brach liegenden Felder wieder zu bestellen. Damit war Woltersdorf „neugegründet“ worden. In den nächsten Jahrzehnten kamen noch weitere Bauern und Kossäten hinzu, bis 13 Höfe wieder besetzt waren. Der 14. Hof, der dort lag, wo heute die Rüdersdorfer Straße beginnt, wurde zu dieser Zeit endgültig aufgegeben und zu einer Schäferei umgewidmet. Zum Rittergut zählte von da an auch die sogenannte Woltersdorfer Heide, die auch als Guts- oder Magistratsheide bezeichnet wurde und gut die Hälfte der Woltersdorfer Feldmark ausmachte. Dieser Wald umgab das Dorf und die Ackerfelder. Die Stadt Berlin erweiterte ihren Ackerbesitz durch Rodung eines Teils dieser Heide. Entlang der heutigen Vogelsdorfer Straße ab der Karl-Holzfäller- und der Moskauer Straße wurde der sogenannte Knack angelegt. Der Gutsbesitz wurde bis 1800 stark erweitert. Südlich vom Dorf entstand auf dem Gutsgelände ein Gutshaus in der heutigen Ethel-und-Julius-Rosenberg-Straße 27-28. Außerdem wurden darum herum ein Park, Stallungen und einer Ziegelei angelegt.

#### Bescheidenes Wachstum
Um 1700 wurde die alte baufällige Schleuse am Südende des Kalksees durch eine neue zwischen Mühlenteich und Flakensee ersetzt. Dies war notwendig geworden, da die alte Stauschleuse, die etwas weiter nördlich lag, die neuen Mengen an Kalktransporten nach Berlin nicht mehr bewältigen konnte. 1707 baute der Rüdersdorfer Bergschreiber Johann Jänicke eine Mühle westlich der Schleuse und nutzte den südöstlichen Zipfel des Werders als Garten.
Im Jahre 1713 kam es zu einer nicht einträglichen Maulbeerpflanzung. Im Jahre 1721 erhielt der neue Heideläufer in der Magistratsheide am Kalksee ein Grundstück in Erbpacht, da im alten Dorf kein Platz mehr war. In den nächsten Jahrzehnten entstand damit am Kalksee eine Reihe von Häusern die ab 1735 als Kietz bezeichnet wurde und eine neue Siedlung innerhalb Woltersdorfs darstellte, in der um 1800 bereits genauso viele Menschen lebten, wie im alten Dorf. Die zahlreichen Seen in der noch kaum besiedelten Umgebung und die Schleuse mit ihrem Kalksteintransport machten aus den Woltersdorfer Kietzern Fischer, Schiffer oder Handwerker. Ebenfalls im Jahre 1721 wurde unter dem Patronat von Berlin auch ein Küsterhaus mit Schulstube im Dorf gebaut. 1793 gab die Stadt Berlin die Gutsäcker im Knack an die 13 Woltersdorfer Hofbesitzer in Erbpacht. Dies waren die vier Bauern Johann Gottlob Krüger, Christian Reusch, Michael Petrick, Michael Jaenschs Witwe und die neun Kossäten Gottfried Meersbach, Friedrich Petrick, Gottfried Nitze, Christian Stärke, Friedrich Reinicke, Martin Steuer, Michael Kloß, Christian Schröder und Gottlieb Brederecke. Damit war das gesamte Ackerland im Besitz der Woltersdorfer Landwirte und zum Rittergut gehörte nur noch die Gutsheide. Während des Russlandfeldzugs und der Befreiungskriege wurden mehrfach Soldaten einquartiert und Seuchen brachen aus. 1843 wurde im Kietz eine Schiffsbauerei gegründet. In der Nacht vom 30. zum 31. Mai 1851 kam es zu einem Brand im alten Dorf. Die Kirche und die Schule, vier Bauern-, fünf Kossäten- und sieben andere Häuser wurden zerstört. Der Berliner Magistrat half als Patron beim Wiederaufbau von Kirche und Schule.

### Berliner Ausflugsziel
In den auf den Dorfbrand folgenden Jahrzehnten entwickelte sich die Woltersdorfer Schleuse zu einem beliebten Ausflugsziel für mehr oder weniger wohlhabende Berliner. Außerdem wurden zahlreiche bis heute bestehende Institutionen gegründet und die Gemeinde wurde administrativ eigenständiger. Am 29. Mai 1859 verkaufte Berlin das Rittergut Woltersdorf an den Kaufmann Israel Wolff und dieser verpachtete es an Albert Wundahl. Dieser parzellierte das dreieckige Gutsgelände an der Straße nach Erkner. Von 1860 bis 1864 ließ er die Gutsheide vollständig abholzen. Seit 1871 wechselten die Besitzer des Gutes häufig. 1873 kaufte der Staat 124 Hektar der südlichen Gutsforst und fügte sie der Köpenicker Forst hinzu. Dieser Teil wurde wieder aufgeforstet und steht seit 1915 unter Schutz des Dauerwaldvertrags von Berlin.
1872 wurde bis Bahnhof Erkner der Vororttarif eingeführt und ab 1877 eine Brücke über den Stolpkanal und eine Chaussee von Kalkberge bis Erkner durch den Ort gebaut. Dadurch war Woltersdorf noch besser an den Bahnhof Erkner angeschlossen, was zu einem weiteren Wachsen des Ausflugsverkehrs an der Schleuse führte. Ab 1878 wurde das erste Haus an der Schleusenstraße, 1883 das erste Haus an der Werderstraße gebaut. Viele Bewohner an der Schleuse verdienten sich ihr Geld nun mit den Ausflüglern und zahlreiche Berliner errichteten sich auf dem Werder Ferien- oder Wohnhäuser. 1880 wurde die Kalkberger Chaussee durch den Nordosten von Woltersdorf angelegt. Außerdem wurde die Stolpbrücke erbaut. Diese neuen Verkehrswege sorgten für eine erste Siedlungstätigkeit am Stolp. 1882 erhielt Woltersdorf eine eigene Postagentur an der Kalkberger Chaussee und eine Pferdeomnibuslinie entlang eben dieser nach Erkner und ein neues Schulgebäude im Dorf. Die Schifffahrt war damals der größte Gewerbezweig, von den Schulkindern waren damals 70 % Schifferkinder. Am 7. März 1884 wurden die Woltersdorfer Schleuse und die Siedlung am Schleusenberg nach Woltersdorf eingemeindet. Zuvor gehörten sie zu Neu-Buchhorst im I. Heidedistrikt der Rüdersdorfer Heide. An der Schleuse siedelten seit ihrer Erbauung um 1700 der Schleusen- und ab 1706 der Mühlmeister, sowie einige Büdner. 1750 wurde eine Schenke in der Mühle eingerichtet und 1774 erhielt der Schleusenmeister Christian Gottfried Erbkam von König Friedrich II. ein Stück Land am Schleusenberg zwischen Buchhorster und Fangschleusenstraße zugewiesen, dass als Acker und Bauland für Kolonisten genutzt werden sollte. Seit 1852 wurde auf dem Erbkam-Pachtland fast jedes Jahr ein neues Haus gebaut.
Ebenfalls 1884, nur sechs Monate später gründeten zwölf Berliner den Woltersdorfer Verschönerungsverein, um Infrastruktur und Erscheinungsbild des Ortes zu verbessern und ihn damit attraktiver für Ausflügler zu machen. Die (Ehren)mitglieder Otto Tade und Richard Zoozmann, werden noch heute im Ort geehrt. In den kommenden dreißig Jahren erlebte Woltersdorf eine goldene Zeit des Ausflugsverkehrs. Hier einige Daten aus diesen Jahren:
1885 wird das Gut Woltersdorf mit der Gemeinde vereinigt.
1886 errichtet der Verschönerungsverein den Aussichtsturm auf dem Kranichsberg und gibt der Liebesquelle am Mühlenteich eine Felseinfassung.

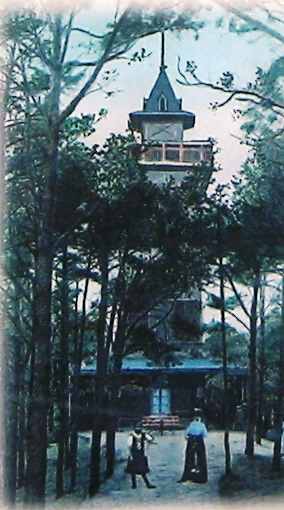
Der alte Aussichtsturm auf dem Kranichsberg

„Woltersdorf hat eine komplizierte Lage. Dorf, Schleuse und Kietz sind weit voneinander getrennt, und bilden sozusagen drei Ortschaften.“ (Theodor Fontane, am 10. Juli 1887)
1888 baut der Verschönerungsverein die Teufelsbrücke in den Kranichsbergen.
1889 erhält der Platz An der Schleuse eine Pflasterung.
1892 wird die Werderstraße angelegt und vom Verschönerungsverein mit Bäumen bepflanzt.
1894 wählt die Gemeinde Max Staab zum Gemeindevorsteher und die Freiwillige Feuerwehr Woltersdorf wird gegründet.
1895 gründet sich der „Grundbesitzerverein Woltersdorf-Schleuse“ und der Kietz wird in Kalkseestraße umbenannt.
1896 gründet Hans Knoch das „Kurhaus Woltersdorfer Schleuse“.
1899 werden die Schleusen- und Gartenstraße angelegt.
1900 baut Gustav Tolzmann in der ehemaligen Mühle eine Turbine zur Stromversorgung ein.

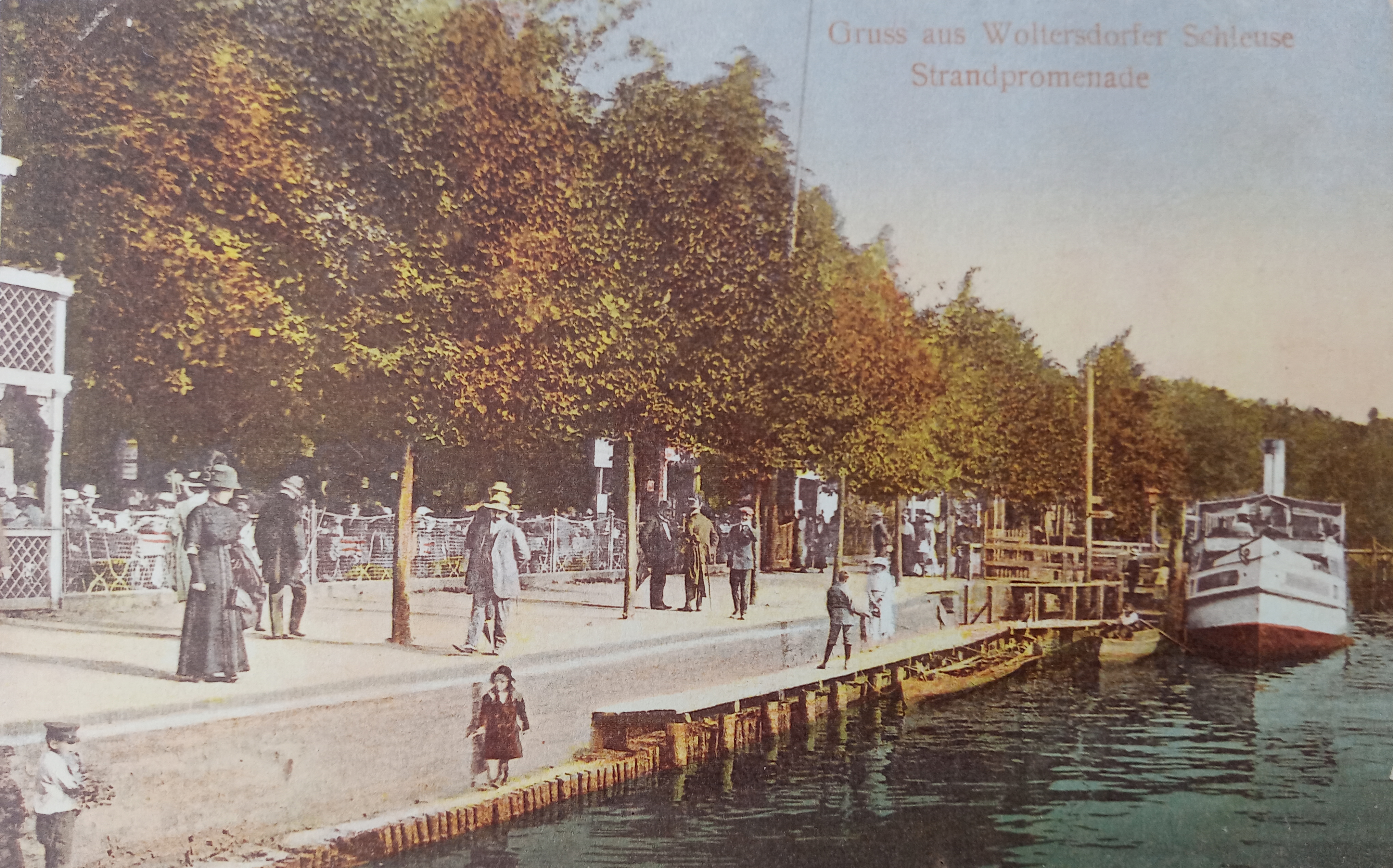
Die Strandpromenade

Das bisherige Wachstum der Gemeinde hatte sich vor allem auf das alte Dorf und die Schleusengegend konzentriert. Im Jahr 1902 kaufte der Lebensreformer Bruno Wilhelmi den Woltersdorfer Bauern fast alle Äcker auf dem großen Feld ab und legte dort eine Landhaussiedlung für Berliner an. Sie erhielt den Namen Schönblick. 1904 stand an der Köpenicker, Ecke Fasanenstraße das erste Haus. Auch setzten sich die Schönblicker für ein Wasserwerk im Ort ein und so gab es ab 1909 in allen Ortsteilen fließendes Wasser. Ebenfalls 1909 wurde der Springeberg eingemeindet. 1762 wurde mit dem Postknecht Johann Gottlieb Hiltebrand erstmals ein Bewohner auf dem Springeberg erwähnt. Der Springeberg gehörte davor nicht zu einer Gemeinde, sondern ähnlich wie der Schleusenberg zu einem Heidedistrikt. Um 1900 wollte man den Springeberg umgemeinden. Es war jedoch nicht klar, ob er zu Erkner oder Woltersdorf gehören sollte. Am 17. August 1906 erklärten die Eigentümer am Springeberg Julius Schuch, Karl Kyritz, Hermann Schwand und Fritz Fatghe allerdings: „Nun aber sind wir mit der Umgemeindung einverstanden unter der Voraussetzung, daß wir eine einmalige Abfindung in bar oder in Land erhalten.“ Im Jahre 1912 erhielt Woltersdorf ein eigenes Standesamt.

### Berliner Vorort
Eine gute Verkehrsverbindung nach Berlin war für viele Woltersdorfer, die in Berlin Arbeit hatten, dringend notwendig geworden. So wurde bereits 1908 für Schönblick ein Fußweg von der Köpenicker Straße zum Bahnhof Wilhelmshagen angelegt und es kam die Überlegung auf, auch eine Straßenbahn anzulegen. Die ursprüngliche Streckenführung war von der Schleuse über das alte Dorf zum Bahnhof Erkner gedacht. Der Mitbegründer von Schönblick Heinrich Polte und Gemeindevorsteher Max Staab setzten sich für eine Streckenführung zum Bahnhof Rahnsdorf ein, um auch den neuen Ortsteil mit anzubinden, und der Rentier Gustav Janke sorgte für eine sichere Finanzierung. Am 17. Mai 1913 nahm die Woltersdorfer Straßenbahn ihren Betrieb auf. 
Im Ersten Weltkrieg starben 83 Woltersdorfer an der Front oder im Lazarett. Ihre Namen sind auf dem Gefallenen-Denkmal in der Schleusenstraße verewigt. Mit dem Ersten Weltkrieg und der anschließenden Rezession kam es zu einer Abnahme des Berliner Ausflugsverkehrs nach Woltersdorf an der Schleuse. Dafür zogen immer mehr Berliner raus nach Woltersdorf. Auch das Vereinsleben wurde wieder aktiver, 1919 wurde der Sportverein gegründet.

#### Filmdrehort in der Weimarer Republik
In den 1920er Jahren schuf Joe May an den Ufern des Kalksees, zwischen Kietz und Stolp, einen Drehort für seine Stummfilme. Dort wurden so berühmte Filme wie „Die Herrin der Welt“ oder „Das indische Grabmal“ gedreht. Später verlagerte sich die Filmproduktion nach Babelsberg, das zum neuen Hauptdrehort um Berlin wurde. Heute sind noch Überbleibsel der Dreharbeiten in der Nähe des Kalksees zu finden und eine Ausstellung im Aussichtsturm erinnert an die Zeit, „Als Woltersdorf noch Hollywood war“. 1921 besuchte Reichspräsident Friedrich Ebert die Gemeinde, um die Filmstadt zu besichtigen. 1922 wurde das letzte große Waldgebiet der Gemeinde, die Fuchsberge, abgeholzt. 1925 wurde das heutige Rathaus hergestellt, und ab 1926 wurde das Gebiet westlich des Eichendamms und die brachen Fuchsberge parzelliert und besiedelt. 1929 wurde ein Generalbebauungsplan auch für die nördlichen Gemeindegebiete erstellt. Das Knack-Feld wurde nur teilweise in seinem Süden parzelliert, ebenso wie die Wiesen östlich des Berghofer Wegs. Am Kalksee entstand eine Seebadsiedlung auf dem ehemaligen Gelände der Filmstadt von Joe May. 1931 wird das neue Schulgebäude in der Vogelsdorfer Straße nach Plänen von Albert Pietsch bezogen. 1932 wurden die Straßen im Westen um den Paddenpfuhl nach deutschen Dichtern und in den Fuchsbergen nach Schweizer Orten benannt.

#### Woltersdorf im Faschismus

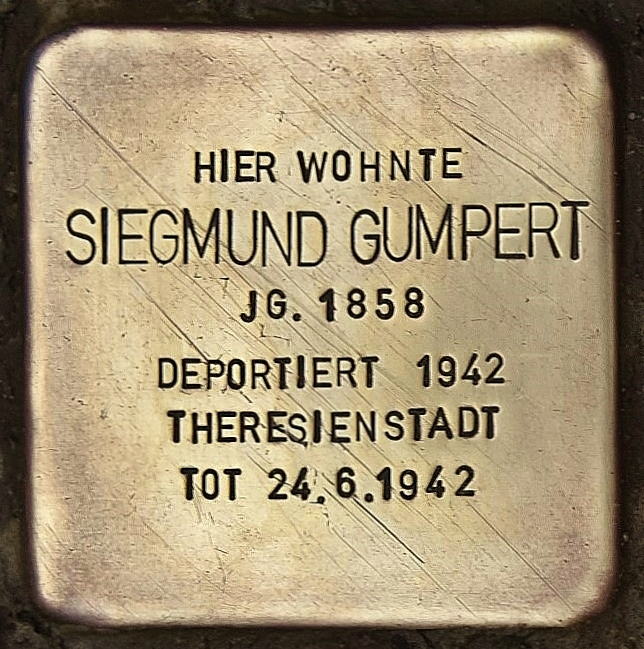
Stolperstein in der ehemaligen Bahnhofstraße 50/51

1930 hatte sich eine Ortsgruppe der NSDAP in Woltersdorf gegründet, die sich 1939 in Woltersdorf-Schleuse und Woltersdorf-Schönblick teilte. Zwischen Mitgliedern der NSDAP und der in Woltersdorf vertretenen Arbeiterbewegung kam es immer wieder zu Zusammenstößen. Bereits im Februar 1933 kam es zu Verhaftungen, Misshandlungen und Folter von örtlichen Kommunisten, unter anderem in deren Parteischule in Fichtenau. Auch die Verwaltung wurde in den NS-Staat eingegliedert und die Vereine gleichgeschaltet oder zerschlagen. Der demokratische Schulleiter Pietsch wurde entlassen, der Verschönerungsverein zur Vereinigung mit dem Verkehrsverein gedrängt. Die jüdischen Einwohner wurden drangsaliert und zum Verkauf ihrer Grundstücke unter Wert getrieben. 1939 kam es zu umfangreichen Straßenumbenennungen. Viele Schweizer Straßen in den Fuchsbergen wurden nach deutschnationalen Dichtern benannt, welche im Ersten Weltkrieg an der Front gefallen waren. Am Tellplatz entstand ein Viertel der „Blutzeugen“. Im Knack erhielten die Straßen die Namen von Gebieten, welche „heim ins Reich“ gefordert wurden, im Krähenwinkel wurden die Straßen nach sogenannten „Helden der Luft“ (Jagdflieder im Ersten Weltkrieg) benannt. Die neue Seebad-Siedlung wurde zum „großdeutschen“ Komponistenviertel. Im Zweiten Weltkrieg wurden Soldaten im Knoch-Kurhaus untergebracht. Der ehemalige Gemeindevertreter Siegmund Gumpert wurde im Juni 1942 mit 84 Jahren nach Theresienstadt deportiert und verstarb im selben Monat dort. 1943 wurde im Knack eine Notunterkunft für ausgebombte Angestellte der Post errichtet, die Postsiedlung, welche bis heute existiert. Überall im Ort wurden Ausgebombte und Ostflüchtlinge einquartiert, wodurch die Bevölkerung auf zeitweise fast 10.000 Menschen stieg. Als die Rote Armee 1945 auf Berlin anrückte, kam es in den letzten Kriegstagen an der Woltersdorfer Kirche zu großen Schäden durch Artilleriebeschuss und der Aussichtsturm wurde vom Volkssturm gesprengt. Am 20. April flüchtete der Ortsgruppenleiter der NSDAP Franz Körper mit anderen aus dem Ort. Am 21. April 1945 befreite die Rote Armee Woltersdorf. Wenige Tage nach Kriegsende wurde der Betreiber der „Woltersdorfer Lichtspiele“, der pazifistische Ferdinand Althoff von Soldaten der Roten Armee erschossen.

#### Urlaubsort bei Ostberlin
Direkt nach Kriegsende wurden die Straßen, welche nach Nazihelden und Gebietsverlusten benannt waren, weitestgehend umbenannt. Ab den 1960er Jahren kam es in Woltersdorf zu einem Sinken der Einwohnerzahl. Da es im Ort keine starken Kriegsschäden, Freiflächen oder größere Industriebetriebe gab, wurden keine Plattenbausiedlungen, wie im Industriestandort Erkner oder der Bergbaukommune Rüdersdorf gebaut. In Woltersdorf waren dennoch einige größere Produktionsbetriebe ansässig. Die zwei größten waren die WEA (Werkstatt für Elektromotorenreparatur und Ankerwickelei) in Schönblick und die EMW (Elektromechanische Werkstätten) auf dem Werder gegenüber vom Krankenhaus. Hinzu kamen noch das Werk Woltersdorf der VEB Schiffsreparaturwerft Berlin und der VEB Backwaren an der Schleuse. In der Schlangenfarm von Horst Gettel wurden die Toxine für die gesamte pharmazeutische Produktion der DDR erzeugt. Zahlreiche Betriebe aus der gesamten DDR, insbesondere aus Sachsen, hatten ihre Ferienheime in Woltersdorf, weshalb sich in den Sommermonaten neben den 5.000 Einwohnern, fast ebenso viele Urlauber im Ort aufhielten. Diese Ferien- und Bungalowsiedlungen lagen an und in den Woltersdorfer Seen und Wäldern. So war im Hotel Kranichsberg die Leipziger Baumwollspinnerei ansässig. In Jahren 1961/62 wurde ein neuer Aussichtsturm auf dem Kranichsberg errichtet. Ab 1976 wurde er vom Ministerium für Staatssicherheit besetzt und war für Besucher gesperrt. Von 1973 bis 1989 befand sich in der Hochstraße am Stolp die Sonderschule „Hans Marchwitza“ des ZK der SED für Kulturfunktionäre.

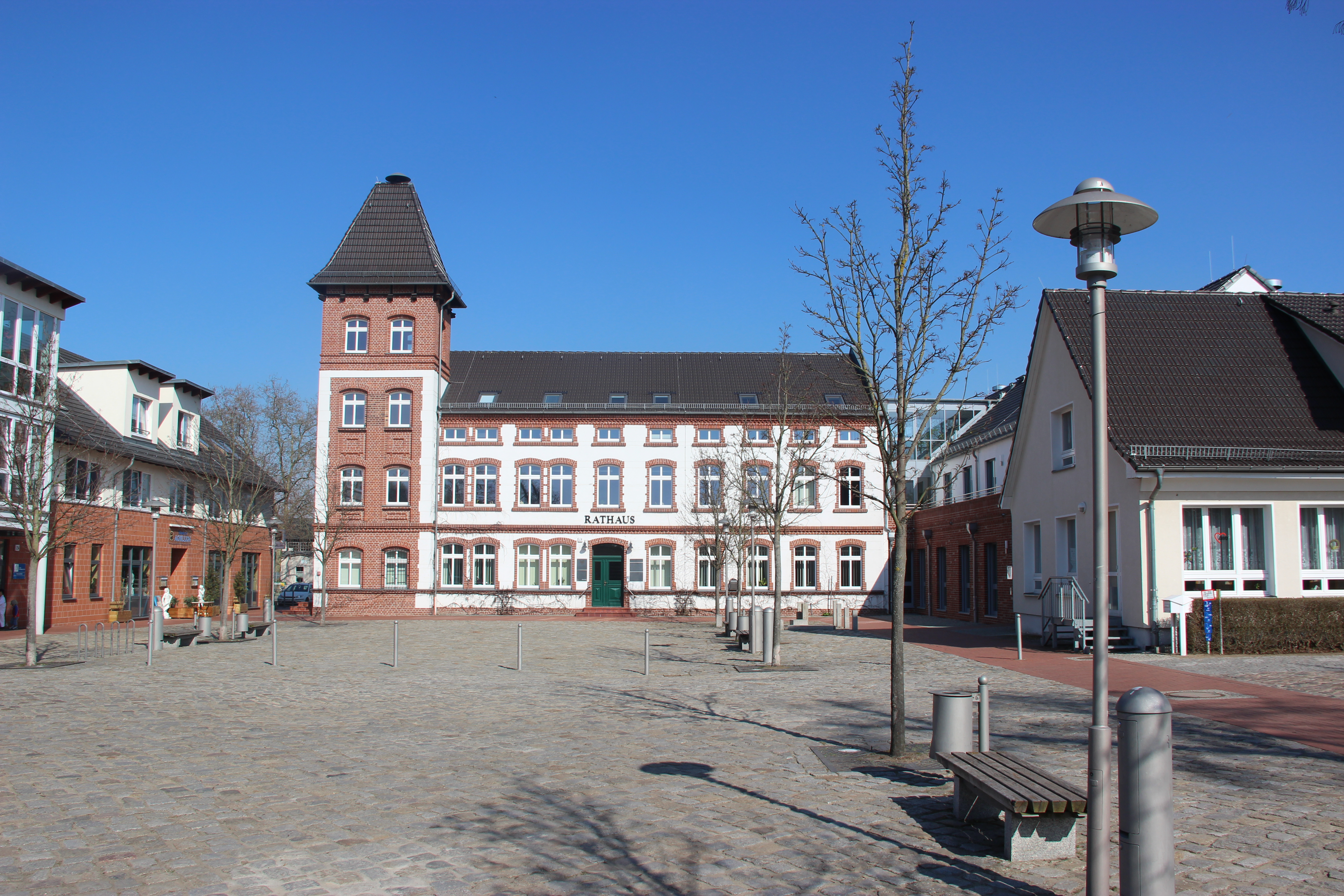
Rathaus mit Vorplatz

In der friedlichen Revolution betätigten sich besonders das Neue Forum, das Bürgerkomitee und die Kirchengemeinde von Woltersdorf. Sie setzten sich für eine Demokratisierung und Verbesserung der Gemeindeverwaltung ein, verhinderten eine Eskalation gegen die bestehende Führung und konnten Unterlagen, die die Aktivitäten der SED und Stasi im Ort belegten, vor der Vernichtung retten. 

#### Woltersdorf in der Berliner Republik
In der Nachwendezeit kam es durch Rückübertragungsansprüche und die Schließung oder Verkleinerung der örtlichen Betriebe zu Wohnungsnot und Arbeitslosigkeit. Woltersdorf drohte außerdem wegen seiner geringen Bevölkerungszahl eingemeindet zu werden. Durch Nachverdichtung und die Errichtung zwei neuer Wohngebiete konnte eine Eingemeindung abgewendet werden. 1994 wurde die Demos-Siedlung in Schönblick eingeweiht und seit 1998 das Entwicklungsgebiet Lerchenfeld auf den nördlichen Knackfeldern erschlossen. Das alte Dorf wurde als historisches Ortszentrum hergestellt und die Schleusengegend blieb als touristisches Zentrum erhalten und 1998 wurde die Schleuse vollständig saniert. 2006 wurde die Sport- und Freizeitanlage zwischen Fuchsbergen und Tellplatz eröffnet und am 23. August 2014 um eine Mehrzweckhalle erweitert.

## Gebietsentwicklung

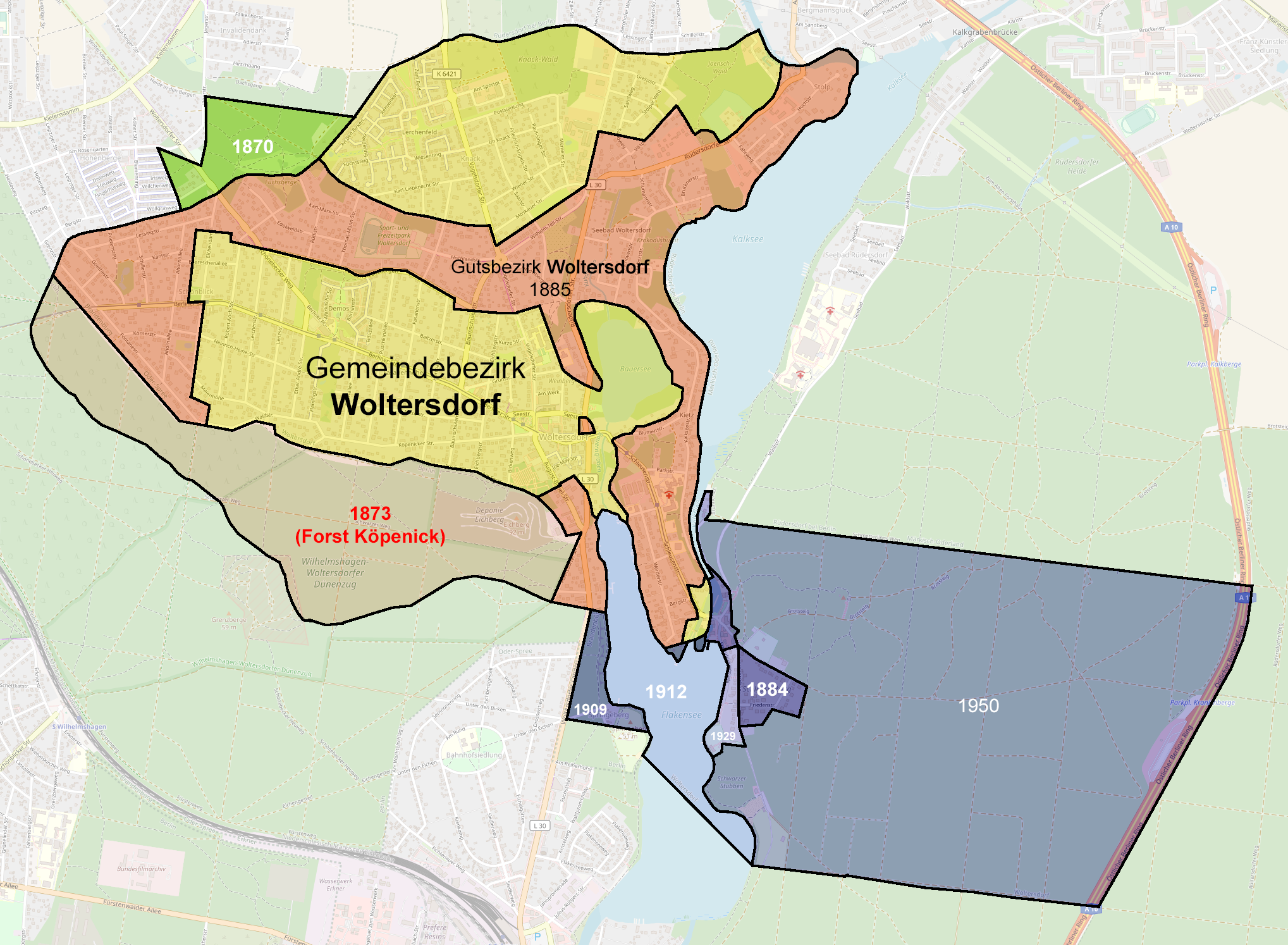
Gebietsentwicklung von Woltersdorf

Woltersdorf besteht heute noch weitestgehend aus seiner ursprünglichen Feldmark. Um 1870 kam ein 23 Hektar großes Gebiet von Klein Schönebeck bei den Fuchsbergen zur Gemeinde, da der neue Besitzer in Woltersdorf seinen Wohnsitz hatte. Am 9. September 1873 wurden 124 Hektar der südlichen Gutsheide an den Forstbezirk Köpenick angegliedert. Am 7. März 1884 wurden die Woltersdorfer Schleuse und der Schleusenberg eingemeindet. Sie gehörten zuvor zum I. Heidedistrikt der Rüdersdorfer Heide. Am 30. Januar 1885 wurde der Gutsbezirk Woltersdorf mit dem Gemeindebezirk Woltersdorf vereinigt. Am 1. September 1909 wurde der Springeberg aus dem Köpenicker Forstbezirk nach Woltersdorf eingemeindet. 1912 wurde der nördliche Teil des Flakensees eingemeindet. 1929 wurde das Wilhelmsbad eingemeindet. 1952 wurde Woltersdorf ein Teil der Rüdersdorfer Heide, samt Kranichsbergen bis zur Autobahn zur Gemeinde Woltersdorf gelegt.

## Bevölkerungsentwicklung
| Jahr | Einwohner |
| ---- | --------- |
| 1624 | 0200      |
| 1805 | 0263      |
| 1851 | 0511      |
| 1860 | 0634      |

| Jahr | Einwohner |
| ---- | --------- |
| 1875 | 0728      |
| 1890 | 1 323     |
| 1910 | 2 517     |
| 1925 | 3 348     |
| 1933 | 5 146     |
| 1939 | 6 071     |

| Jahr | Einwohner |
| ---- | --------- |
| 1946 | 5 765     |
| 1950 | 6 202     |
| 1964 | 6 156     |
| 1971 | 6 109     |
| 1981 | 5 520     |
| 1985 | 5 318     |

| Jahr | Einwohner |
| ---- | --------- |
| 1990 | 4 902     |
| 1995 | 5 007     |
| 2000 | 6 799     |
| 2005 | 7 564     |
| 2010 | 7 802     |
| 2015 | 8 092     |

| Jahr | Einwohner |
| ---- | --------- |
| 2020 | 8 423     |
| 2021 | 8 424     |
| 2022 | 8 438     |
| 2023 | 8 372     |
| 2024 | 8 386     |

Gebietsstand des jeweiligen Jahres, Einwohnerzahl: Stand 31. Dezember (ab 1991),, ab 2011 auf Basis des Zensus 2011, ab 2022 auf Basis des Zensus 2022

## Religion
In Woltersdorf sind eine evangelische (mit Landeskirchliche Gemeinschaft) sowie die Freikirche der Siebenten-Tags-Adventisten vertreten. Die römisch-katholischen Christen haben in Woltersdorf keine Kirche, sie gehören zur Gemeinde St. Bonifatius (Erkner) im Pastoralen Raum Rüdersdorf–Erkner–Hoppegarten–Petershagen im Erzbistum Berlin.

### Kirche

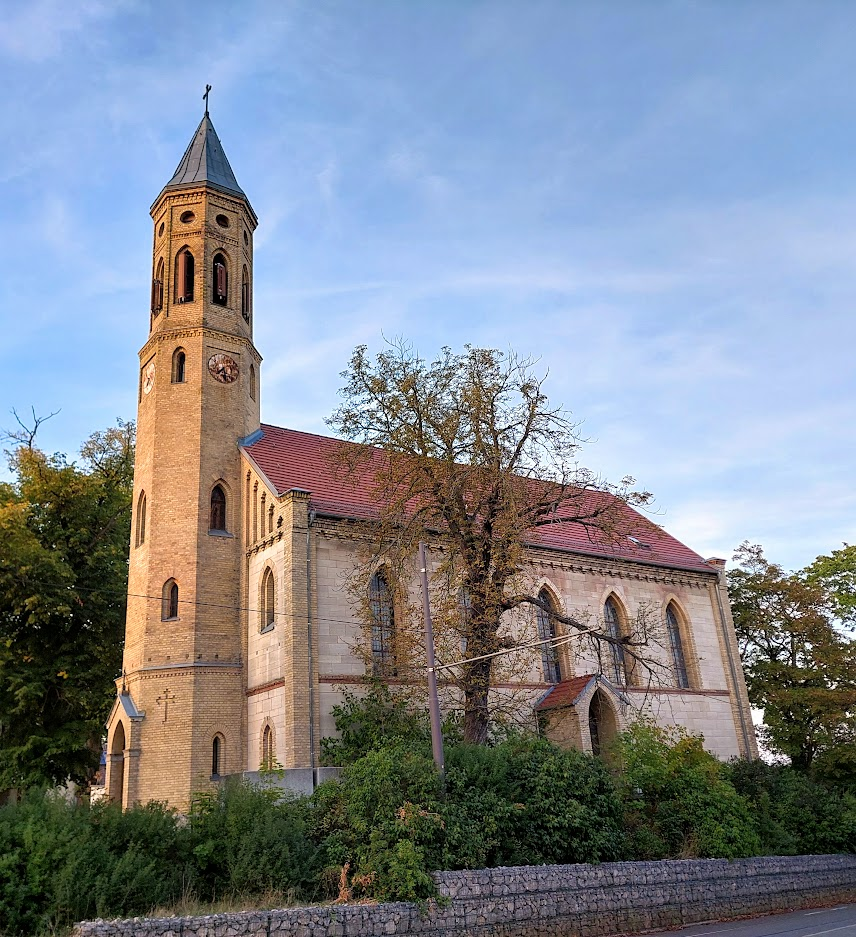
St.-Michael-Kirche

1555 wurde auf dem Dorfanger die erste Kirche aus Holz erbaut. 1658 folgte ein Nachfolgebau aus Fachwerk, da die bisherige Kirche baufällig geworden war. Dieser Bau wurde 1828 bis 1830 nach Plänen von Friedrich Wilhelm Langerhans umfassend renoviert. Nachdem diese Kirche beim Dorfbrand 1851 zerstört war, wurde sie von 1855 bis 1857 im neugotischen Stil für 9.800 Reichsthaler neugebaut. Den Großteil davon bezahlte die Stadt Berlin, die als Gutsbesitzerin auch Patron der hiesigen Kirche war. 1945 wurde die Kirche gegen Ende des Zweiten Weltkrieges durch Beschuss stark beschädigt, nach Wiederaufbau wurde die St.-Michael-Kirche am 8. Mai 1949 wieder eingeweiht. Patron der Kirche war von ihrem Bau 1555 bis zum Verkauf des Rittergutes 1859 die Stadt Berlin. Danach ging das Patronat an die Regierung in Potsdam über und schließlich wurde die Kirche nach dem Ersten Weltkrieg patronatsfrei.

### Friedhof

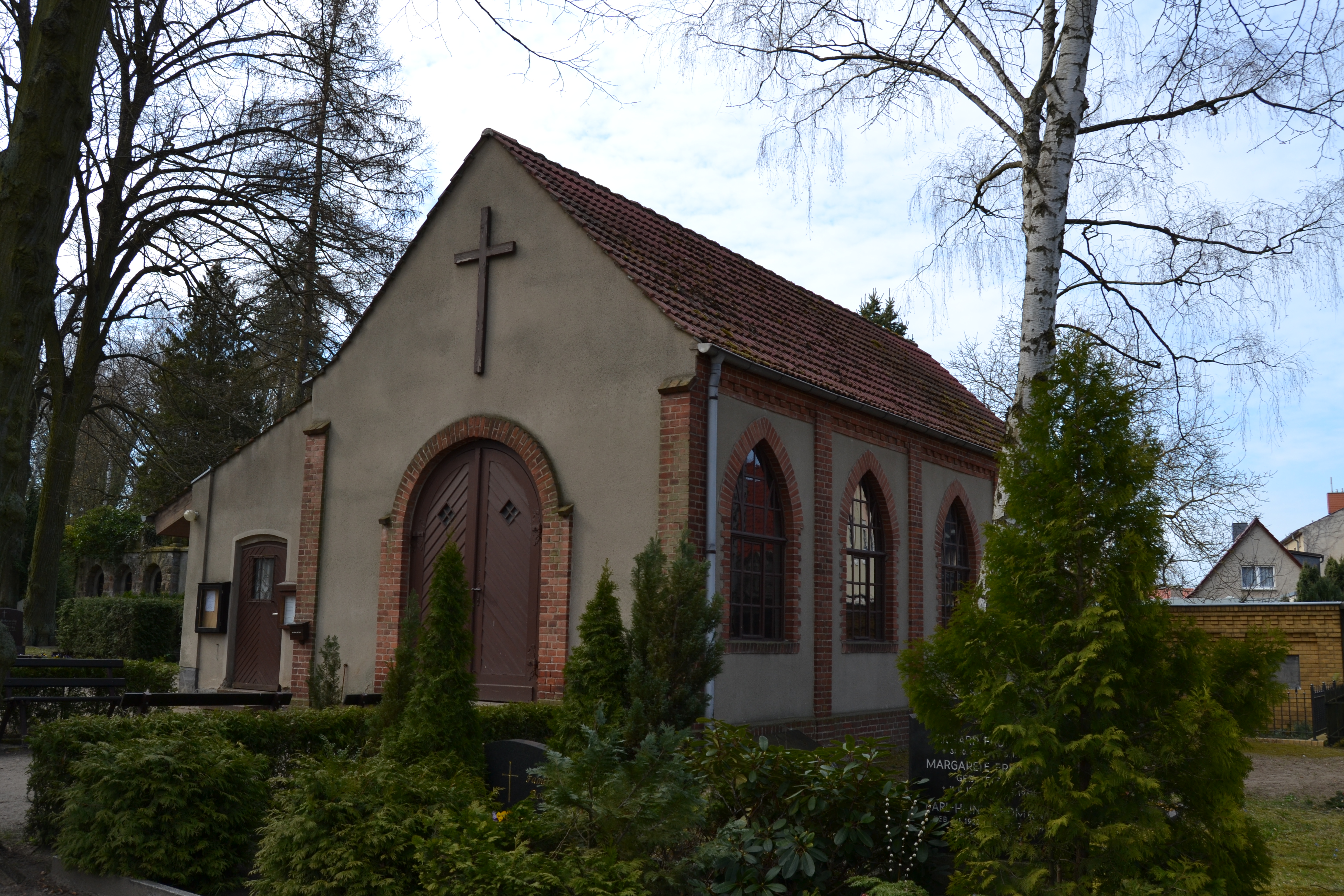
Friedhofskapelle

Lange Zeit hatte Woltersdorf einen Kirchfriedhof direkt um die Kirche. Wegen der Neugründung von Siedlungen und des damit verbundenen Bevölkerungszuwachses wurde 1817 ein neuer Friedhof an der Lindenallee (heute August-Bebel-Straße) am Fuße des Eichbergs angelegt. 1911 erhielt er eine eigene Kapelle und wurde bis heute immer wieder erweitert. Heute reicht er im Westen bis zum Birkenweg.

### Geistliche
Woltersdorf gehörte ursprünglich zur Pfarre Köpenick. Seit 1553 gehörte es zur Pfarre Rüdersdorf. 1854 erhielt der Rüdersdorfer Pfarrer zwei Hilfspredigerstellen als Unterstützung. Eine war in Kalkberge, die andere in Woltersdorf. Diese Hilfsprediger wurden immer selbstständiger und 1891 erhielt Woltersdorf eine eigene Pfarrstelle. 1901 wurde Erkner aus der Woltersdorfer Pfarre gelöst und erhielt einen eigenen Pfarrer. 1907 kaufte die Kirchengemeinde in der damaligen Bahnhofstraße 4 (heute Ethel-und-Julius-Rosenberg-Straße) das bis heute bestehende Pfarrhaus für 28.640 Mark.
| Amtsbezeichnung       | Amtsgebiet                                                      | Name             | von | bis             | Kirchliche Ereignisse                                                      |
| --------------------- | --------------------------------------------------------------- | ---------------- | --- | --------------- | -------------------------------------------------------------------------- |
| Hilfsprediger ab 1854 | Woltersdorf Tasdorf bis 1876 ohne Berghof & Schulzenhöhe Erkner | Johannes Baltzer | 1854 | 1855            | Grundsteinlegung für die durch den Dorfbrand von 1851 zerstörte Dorfkirche |
| Hilfsprediger ab 1854 | Woltersdorf Tasdorf bis 1876 ohne Berghof & Schulzenhöhe Erkner | Kober            | 1855 | 1857            | Wiederaufbau der Dorfkirche                                                |
| Hilfsprediger ab 1854 | Woltersdorf Tasdorf bis 1876 ohne Berghof & Schulzenhöhe Erkner | August Polthoer  | 1857 | 1868            | Einweihung der neugebauten Kirche                                          |
| Hilfsprediger ab 1854 | Woltersdorf Tasdorf bis 1876 ohne Berghof & Schulzenhöhe Erkner | Karl Hesse       | 1868 | 1875            | Die Kirche erhält 1872 eine Orgel                                          |
| Hilfsprediger ab 1854 | Woltersdorf Tasdorf bis 1876 ohne Berghof & Schulzenhöhe Erkner | Jungk            | 1875 | 1877            | 1876 erhält Woltersdorf ein eigenes Kirchenbuch                            |
| Hilfsprediger ab 1854 | Woltersdorf Erkner bis 1901                                     | Jungk            | 1875 | 1877            | 1876 erhält Woltersdorf ein eigenes Kirchenbuch                            |
| Diaconus ab 1876      |                                                                 | Jungk            | 1875 | 1877            | 1876 erhält Woltersdorf ein eigenes Kirchenbuch                            |
| Georg Jancke          | 1877                                                            | 1879             | |                 |                                                                            |
| Ernst Bäthge          | 1879                                                            | 1881             | bemüht sich erfolglos um ein Pfarrhaus |                 |                                                                            |
| Johannes Heimbach     | 1881                                                            | 1883             | |                 |                                                                            |
| vakant                | 1883                                                            | 1886             | |                 |                                                                            |
| Julius Lamprecht      | 1886                                                            | 1928             | Woltersdorf wird 1891 eine eigene Pfarrstelle 1906 erhält Lamprecht ein eigenes Pfarrhaus 1921 wird eine evangelische Frauenhilfe gegründet     |                 |                                                                            |
| Julius Lamprecht      | 1886                                                            | 1928             | Woltersdorf wird 1891 eine eigene Pfarrstelle 1906 erhält Lamprecht ein eigenes Pfarrhaus 1921 wird eine evangelische Frauenhilfe gegründet     | Pfarrer ab 1891 |                                                                            |
| Julius Lamprecht      | 1886                                                            | 1928             | Woltersdorf wird 1891 eine eigene Pfarrstelle 1906 erhält Lamprecht ein eigenes Pfarrhaus 1921 wird eine evangelische Frauenhilfe gegründet     | Woltersdorf     |                                                                            |
| Otto Wendt            | 1928                                                            | 1953             | Die Kirche wird 1938/39 erweitert Die Kirche brennt am 21. April 1945 aus und wird am 8. Mai 1949 unter dem Namen St. Michael wieder eingeweiht |                 |                                                                            |
| Wilhelm Manz          | 1953                                                            | 1976             | Neubau der Orgel 1956 |                 |                                                                            |
| Klaus Köller          | 1976                                                            | 1992             | Organisierte Gemeindeversammlungen in der Kirche während der Friedlichen Revolution                                                             |                 |                                                                            |
| Matthias Trodler      | 1993                                                            | 2023             | 1998 wurde die Kirche umfangreich saniert |                 |                                                                            |

## Politik

### Gemeindevertretung
Am 20. Mai 1873 wurde eine gewählte Gemeindevertretung statt einer Gemeindeversammlung in Woltersdorf eingeführt. Am 6. Mai 1990 wurde die erste demokratisch gewählte Gemeindevertretung seit 1933 gewählt.
Die Gemeindevertretung von Woltersdorf besteht aus 18 Gemeindevertretern und dem hauptamtlichen Bürgermeister. Die Kommunalwahl am 9. Juni 2024 führte bei einer Wahlbeteiligung von 72,8 % zu folgendem Ergebnis:
| CDU                               | 11,3 % | 2  | 13,6 % | 2  | 34,3 % | 6  |
| SPD                               | 08,1 % | 1  | 14,6 % | 3  | 27,0 % | 5  |
| Freie Bürger Woltersdorf          | –      | –  | 06,5 % | 1  | 20,5 % | 4  |
| Die Linke                         | 14,0 % | 3  | 13,8 % | 2  | 09,2 % | 2  |
| Bündnis 90/Die Grünen             | 06,5 % | 1  | 14,5 % | 3  | 09,1 % | 1  |
| Woltersdorfer Bürgerforum         | 20,2 % | 4  | 16,7 % | 3  | –      | –  |
| Unser Woltersdorf                 | 28,9 % | 5  | 15,9 % | 3  | –      | –  |
| FDP                               | 06,7 % | 1  | 04,4 % | 1  | –      | –  |
| Einzelbewerber Siegfried Bronsert | 04,4 % | 1  | –      | –  | –      | –  |
| Insgesamt                         | 100 %  | 18 | 100 %  | 18 | 100 %  | 18 |

### Gemeindevorsteher und Bürgermeister
Der erste nachweisbare Schulze von Woltersdorf war ein gewisser Sabbo der 1507 erwähnt wird. Bis 1872 wurden die Schulzen der Gemeinde von dem jeweiligen Patron benannt, bis 1859 war dies die Stadt Berlin. Seitdem heißt das Amt „Gemeindevorsteher“ und wird von den Gemeindevertretern gewählt. Der seit dem 1. Januar 1869 amtierende Johann Friedrich August Staab war bis 1895 Gemeindevorsteher. Sein Sohn Max Staab wurde am 13. Februar 1895 zum neuen Gemeindevorsteher gewählt. Am 16. April 1925 wurde Gustav Schünke zum neuen Gemeindevorsteher gewählt. Er war der letzte demokratisch gewählte Gemeindevorsteher. Seit 1935 heißen die Leiter der Verwaltung von Woltersdorf „Bürgermeister“.
| Amtsbezeichnung                             | Name                          | Amtszeit    | Wahl                                                                                              | Politische Zugehörigkeit  |
| ------------------------------------------- | ----------------------------- | ----------- | ------------------------------------------------------------------------------------------------- | ------------------------- |
| Schulze                                     | Peter Weber                   | 1642 - 1666 | berufen vom Berliner Magistrat                                                                    | -                         |
| Schulze                                     | Martin Weber                  | 1666 - 1682 | berufen vom Berliner Magistrat                                                                    | -                         |
| Schulze                                     | Andreas Petrich (d. Ä.)       | 1682 - 1702 | berufen vom Berliner Magistrat                                                                    | -                         |
| Schulze                                     | Andreas Petrich (d. J.)       | 1702 - 1721 | berufen vom Berliner Magistrat                                                                    | -                         |
| Schulze                                     | Michael Petrich               | 1721 - 1734 | berufen vom Berliner Magistrat                                                                    | -                         |
| Schulze                                     | Peter Weber                   | 1734 - 1754 | berufen vom Berliner Magistrat                                                                    | -                         |
| Schulze                                     | Martin Gotthilf Petrich       | 1754 - 1766 | berufen vom Berliner Magistrat                                                                    | -                         |
| Schulze                                     | Johann Georg Engel            | 1766 - 1780 | berufen vom Berliner Magistrat                                                                    | -                         |
| Schulze                                     | Johann Gottlob Krüger         | 1780 - 1796 | berufen vom Berliner Magistrat                                                                    | -                         |
| Schulze                                     | Michael Petrich               | 1796 - 1806 | berufen vom Berliner Magistrat                                                                    | -                         |
| Schulze                                     | Georg Friedrich Krüger        | 1806 - 1819 | berufen vom Berliner Magistrat                                                                    | -                         |
| Schulze                                     | Johann Staab                  | 1819 - 1824 | berufen vom Berliner Magistrat                                                                    | -                         |
| Schulze                                     | Johann Karl Keller            | 1824 - 1842 | berufen vom Berliner Magistrat                                                                    | -                         |
| Schulze                                     | Johann Friedrich Staab        | 1842 - 1850 | berufen vom Berliner Magistrat                                                                    | -                         |
| Schulze                                     | Karl Ludwig Keller            | 1850 - 1853 | berufen vom Berliner Magistrat                                                                    | -                         |
| Schulze                                     | Johann Friedrich Staab        | 1853 - 1863 | berufen vom Berliner Magistrat                                                                    | -                         |
| Schulze                                     | Johann Christian Keller       | 1863 - 1868 | berufen vom Landrat                                                                               | -                         |
| Schulze Gemeindevorsteher (seit 1872)       | Johann Friedrich August Staab | 1869 - 1895 | 1872 durch die Gemeindevertretung 1878 Wiederwahl 1884 Wiederwahl 1890 Wiederwahl                 | -                         |
| Gemeindevorsteher                           | Max Traugott Staab            | 1895 - 1925 | 1895 durch die Gemeindevertretung 1901 Wiederwahl 1907 Wiederwahl 1913 Wiederwahl 1919 Wiederwahl | -                         |
| Gemeindevorsteher Bürgermeister (seit 1935) | Gustav Schünke                | 1925 - 1937 | 1925 durch die Gemeindevertretung                                                                 | parteilos                 |
| Bürgermeister                               | Ewald Meißner                 | 1937 - 1938 | durch Landrat ernannt                                                                             | NSDAP                     |
| Bürgermeister                               | Walter Grothe                 | 1938 - 1945 | durch Landrat ernannt                                                                             | NSDAP                     |
| Bürgermeister                               | Herbert Block                 | 1945 - 1946 | durch Rote Armee eingesetzt                                                                       | SPD                       |
| Bürgermeister                               | Willi Stull                   | 1946 - 1950 | durch Gemeindevertretung                                                                          | Ost-CDU                   |
| Bürgermeister                               | Schusterius                   | 1950 - 1960 | durch Gemeindevertretung (Scheinwahl)                                                             | Ost-CDU                   |
| Bürgermeister                               | Charlotte Matzdorf            | 1960 - 1969 | durch Gemeindevertretung (Scheinwahl)                                                             | SED                       |
| Bürgermeister                               | Theo Grawunder                | 1970 - 1979 | durch Gemeindevertretung (Scheinwahl)                                                             | SED                       |
| Bürgermeister                               | Manfred Fischer               | 1979 - 1989 | durch Gemeindevertretung (Scheinwahl)                                                             | SED                       |
| Bürgermeister                               | Wolfgang Höhne                | 1990 - 2010 | 1990 durch Gemeindevertretung 1994 durch Wahlberechtigte 2002 Wahl durch Zustimmung               | Woltersdorfer Bürgerforum |
| Bürgermeister                               | Rainer Vogel                  | 2010 - 2015 | Stichwahl gewonnen gegen Wolfgang Höhne                                                           | Bündnis 90/Die Grünen     |
| Bürgermeister                               | Margitta Decker               | 2015 - 2022 | Stichwahl gewonnen gegen Stefan Grams                                                             | Unser Woltersdorf         |
| Bürgermeister                               | Christian Stauch              | seit 2022   | Stichwahl gewonnen gegen Mandy Schaller                                                           | SPD                       |

Im Mai 2021 gab Bürgermeisterin Decker ihren vorzeitigen Rücktritt bekannt. Am 10. Oktober 2021 wurde Christian Stauch (SPD) in einer Stichwahl mit 63,7 % der gültigen Stimmen zu ihrem Nachfolger gewählt. Er übernahm das Amt am 25. Februar 2022. Seine Amtszeit beträgt acht Jahre.

### Bürgerbewegungen und Parteien
Bereits zu Zeiten der Weimarer Republik gab es neben den politischen Parteien SPD und KPD auch einen Gewerbebund und eine bürgerliche Liste. 1930 gründete sich auch eine Ortsgruppe der NSDAP. Die vier Erstgenannten wurden während der Nazidiktatur schrittweise zerschlagen, aufgelöst oder gleichgeschaltet. Zu DDR-Zeiten bestand neben der Ortsgruppe der SED noch eine relativ große Ortsgruppe der Blockpartei CDU. Diese stellte im ersten Jahrzehnt der DDR auch die Bürgermeister. Im Zuge der Wende 1989/90 gründete sich in Woltersdorf ein Ortsverband der SDP, der später in der gesamtdeutschen SPD aufging. Aus den bisherigen Blockparteien bildeten sich die Ortsverbände von PDS, CDU und FDP. Außerdem vereinigten sich das örtliche Bürgerkomitee und die Ortsgruppe des Neuen Forums zum Woltersdorfer Bürgerforum (WBF) und es bildete sich eine Ortsgruppe der Grünen Liste. Für die Kommunalwahlen 2014 gründete sich die Bürgerbewegung Unser Woltersdorf (UW). Vor der Wahl 2019 spalteten sich die Freien Bürger Woltersdorfs (FBW) von UW ab.

### Beiräte
Am 13. Dezember 2018 wurde der Jugendbeirat von Woltersdorf an der Schleuse gegründet. Er soll die Interessen der Kinder und Jugendlichen in der Kommunalpolitik vertreten. Sieben seiner Mitglieder werden von der Gemeindevertretung berufen und dürfen als sachkundige Einwohner an den Ausschüssen teilnehmen.

### Dienstsiegel
Das Dienstsiegel zeigt das Landeswappen des Landes Brandenburg mit der Umschrift GEMEINDE WOLTERSDORF • LANDKREIS ODER-SPREE.

## Bildung

### Kindertagesstätten
Die Kitas im Ort werden von drei Trägern betrieben, der Arbeiterwohlfahrt (AWO), der „Elterninitiative Christliche Kita e. V.“ und der Kommune. Die Christliche Kindertagesstätte Woltersdorf wurde 2003 als „bester Kindergarten Brandenburgs“ ausgezeichnet, die kommunale Kita ist „Referenzkita“ des Landes. Alle drei Kitas wurden 2006 mit dem Kita-Gütesiegel ausgezeichnet.

### Schulen
Eine Küsterhaus, in dem auch der ab 1714 durch König Friedrich Wilhelm I. verordnete Schulunterricht stattfand, wurde erstmals 1721 erwähnt. 1931 wurde an der Vogelsdorfer Straße ein neues Schulgebäude errichtet, mit damals völlig neuartigen Raumkonzepten und Fachräumen. Zu DDR-Zeiten kam dahinter noch ein Flachbau hinzu. Bis 2002 wurde die Alte Schule als Schulgebäude genutzt.
Die Gemeinde Woltersdorf ist Träger der Grundschule am Weinberg. Zu ihr gehören die vier Gebäude auf dem Weinbergcampus sowie die Sporthalle.
Die Gemeindevertretung hat im September 2008 beschlossen, den privaten Bildungsträger „Fürstenwalder Aus- und Weiterbildungszentrum gGmbH“ (FAW) mit dem Betrieb der öffentlichen Gesamtschule mit gymnasialer Oberstufe Woltersdorf zu beauftragen. Diese neue Oberschule hat am 31. August 2009 zweizügig mit anfangs 30 Kindern den Betrieb aufgenommen. Mitte 2012 wurde ein Neubau auf dem Schulcampus eröffnet. Es lernen derzeit etwa 170 Kinder an der Schule. Zu ihr gehört das alte Hauptgebäude von 1931 sowie der benachbarte Neubau mit Mensa.
Im Schuljahr 2008/2009 hat nach zweijähriger Vorbereitungszeit eine reformpädagogisch orientierte Grundschule in freier Trägerschaft den Schulbetrieb aufgenommen. Am Anfang des Schuljahres 2013/2014 zählte die Freie Schule Woltersdorf 67 Schüler und 12 Pädagogen. Die Schule bietet eine Alternative zum staatlichen Schulangebot: Gelernt wird in altersgemischten Lerngruppen der Altersgruppen 1-3 und 4-6, es gibt keine Noten, der Tag ist über drei jeweils 90-minütige Lernphasen strukturiert. Die Schule befindet sich in der Blumenstraße am Bauersee.

## Sehenswürdigkeiten und Kultur

### Sehenswürdigkeiten

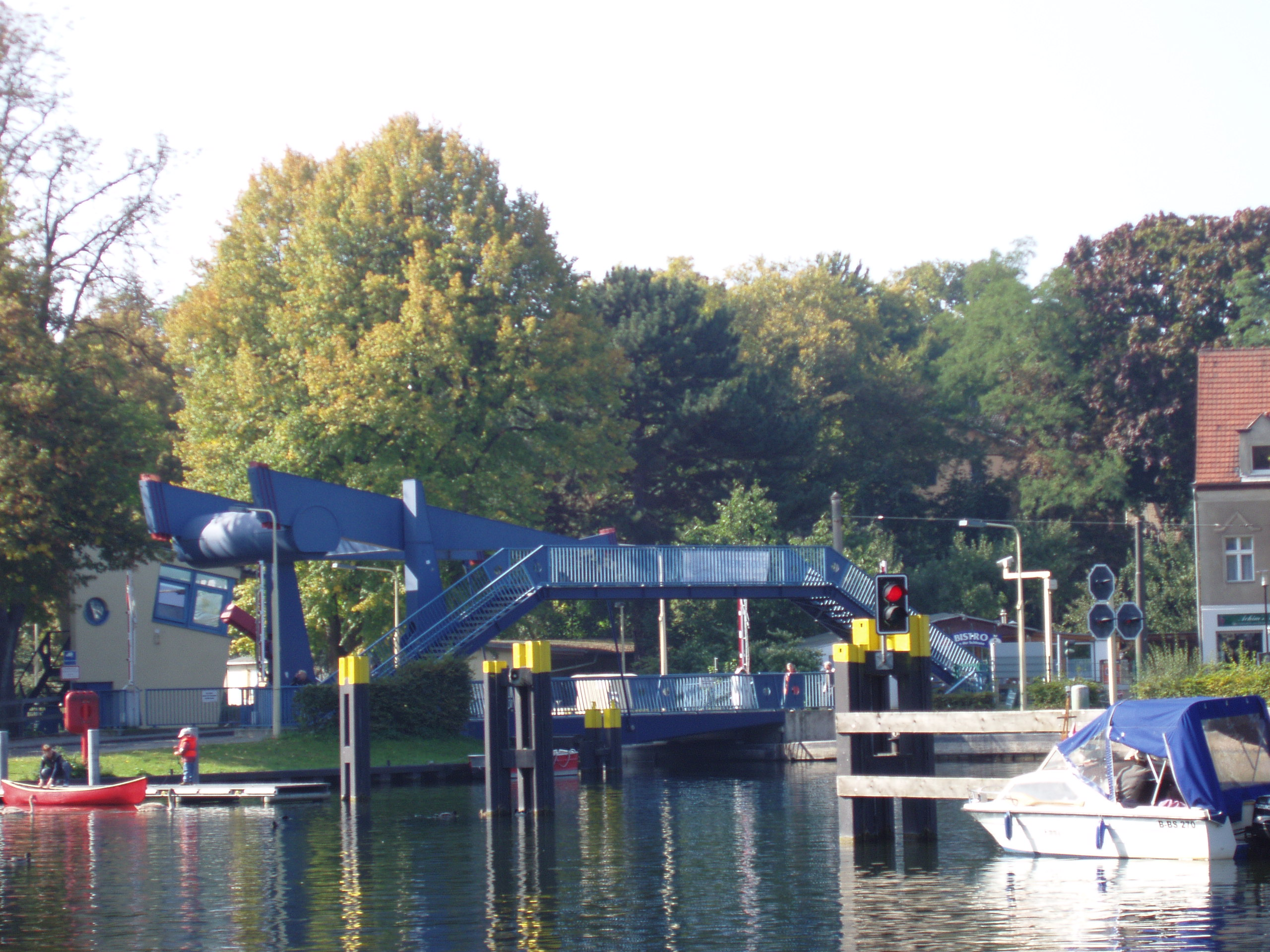
Woltersdorfer Schleuse

- Woltersdorfer Schleuse, besteht seit 1550, an ihrem jetzigen dritten Standort wurde sie 1882 errichtet und zuletzt 1998 aufwändig saniert. Die Schleusengegend wurde bereits im 19. Jahrhundert eine beliebte Ausflugsgegend für Berliner. Der Höhenunterschied zwischen dem Oberwasser (Kalksee) und dem Unterwasser (Flakensee) beträgt 2,10 Meter. Die blaue Brücke über die Schleuse besteht seit 1929. Die Schleusungszeit beträgt etwa 15 Minuten. Für Ruder- und Paddelboote steht eine Bootsschleppe am Mühlenfließ zur Verfügung.
- Strandpromenade am Flakensee von der Schleuse bis zum Wilhelmsbad
- Liebesquelle am Mühlenteich

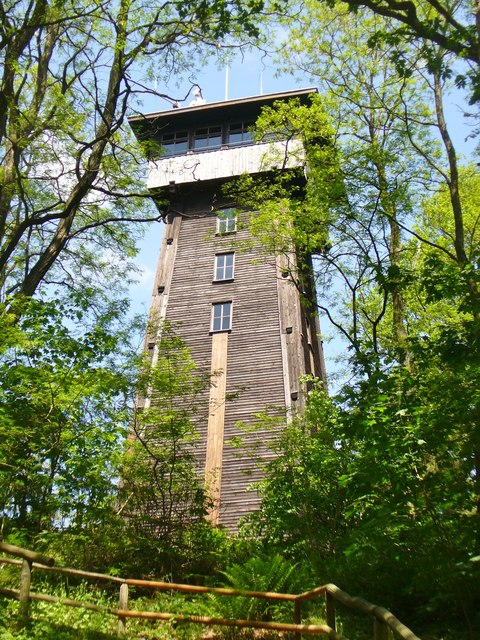
Aussichtsturm auf dem Kranichsberg

- Aussichtsturm auf dem Kranichsberg (102 Meter über NHN). In ihm befindet sich eine Dauerausstellung über die Filmstadt von Joe May am Kalksee.
- Ehemaliges Kurhaus auf dem Werder, 1896 von Hans Knoch gegründet und darum auch Knochenburg genannt. Das umgebende Land ließ Knoch parkähnlich gestalten. Den Kurgästen wurden besonders Luft- und Badekuren angeboten. Heute wird das Gebäude vom Evangelischen Krankenhaus „Gottesfriede“ als Fachkrankenhaus und Tagesklinik für Geriatrie und vom EC-Verband als Begegnungs- und Bildungszentrum genutzt.
- Fidus-Denkmal an der Schleusenstraße. Das 1926 vom örtlichen Kriegerbund errichtete Ehrenmal für die Gefallenen Woltersdorfer Soldaten des Ersten Weltkriegs beinhaltet ein Relief des Künstlers Fidus.Fidus-Denkmal

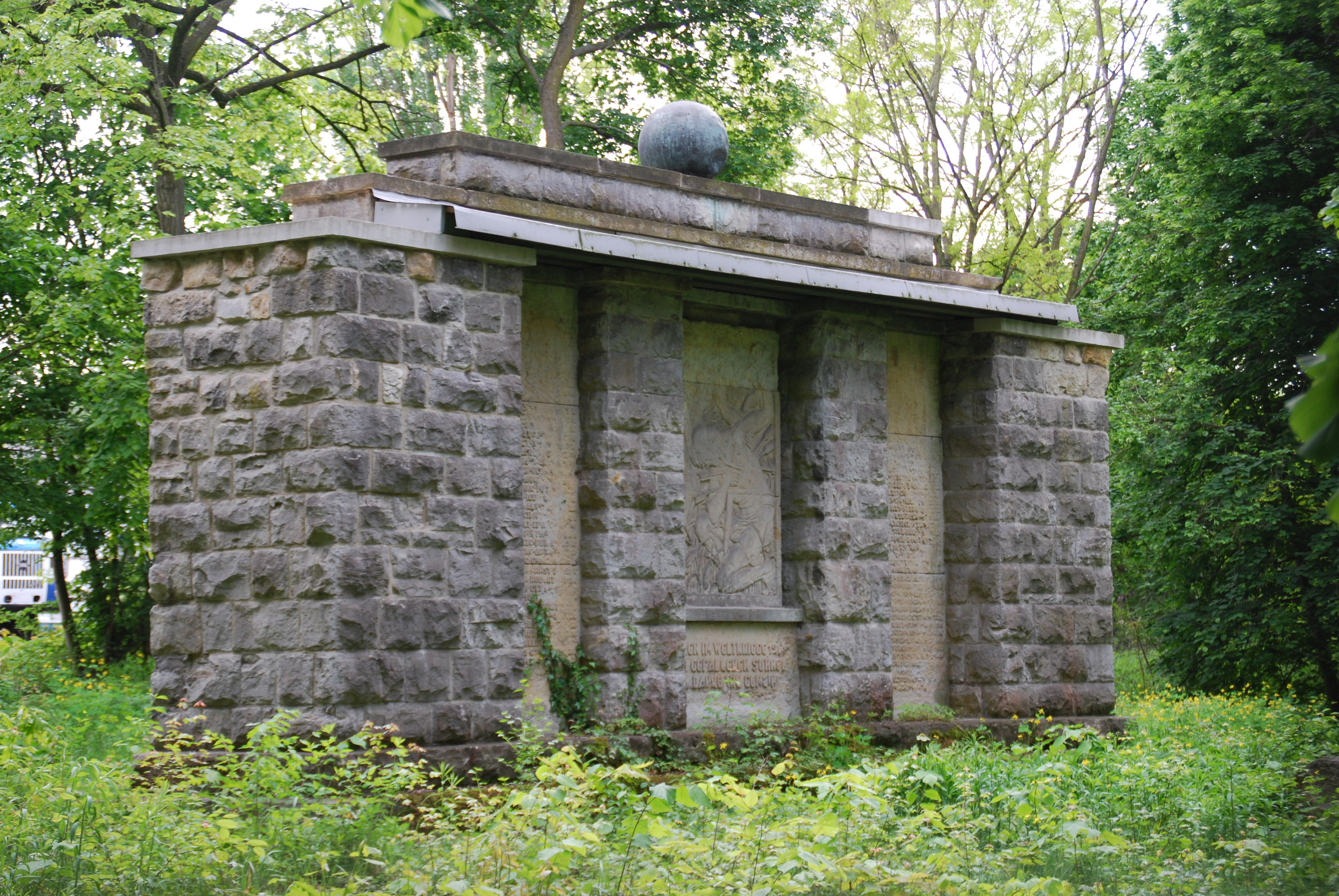
Fidus-Denkmal

- Kalkseestraße, auch Kietz genannt. Neben dem Dorf der älteste Ortsteil. Seit 1721 besiedelt. Heute stehen hier noch zahlreiche Häusern aus der Gründerzeit sowie das letzte Reetdach-Haus in Woltersdorf.
- St. Michael-Kirche, 1857 nach Brand neuerbaut. 1555 wurde vom Berliner Magistrat eine erste Kirche in Woltersdorf erbaut, die nach Kriegen und Bränden mehrfach neuerrichtet werden musste.
- Kulturhaus Alte Schule, 1882 erbaut auf dem Standort von drei Vorgängerbauten (1721, 1800, 1852). Hier befindet sich das Heimatmuseum mit den Themenbereichen: Archäologische Sammlung von Hermann Busse; Schifffahrt und Gewerbe; Unsere Schule in Woltersdorf; Fidus – Ein Künstler in Woltersdorf
- Gartenstadt Schönblick im Westen der Gemeinde. Eine der ältesten Siedlungen der Gartenstadt-Bewegung. Vom Lebensreformer und Vegetarier Bruno Wilhelmi gegründet. Besonders die Köpenicker und die Fasanenstraße besitzen zahlreiche Villen aus der Gründerzeit der Gartenstadt vor dem Ersten Weltkrieg.
- Woltersdorfer Schweiz in den Fuchsbergen. Ein kleines Landschaftsschutzgebiet von Binnendünen mit seltenem Trockenrasen.

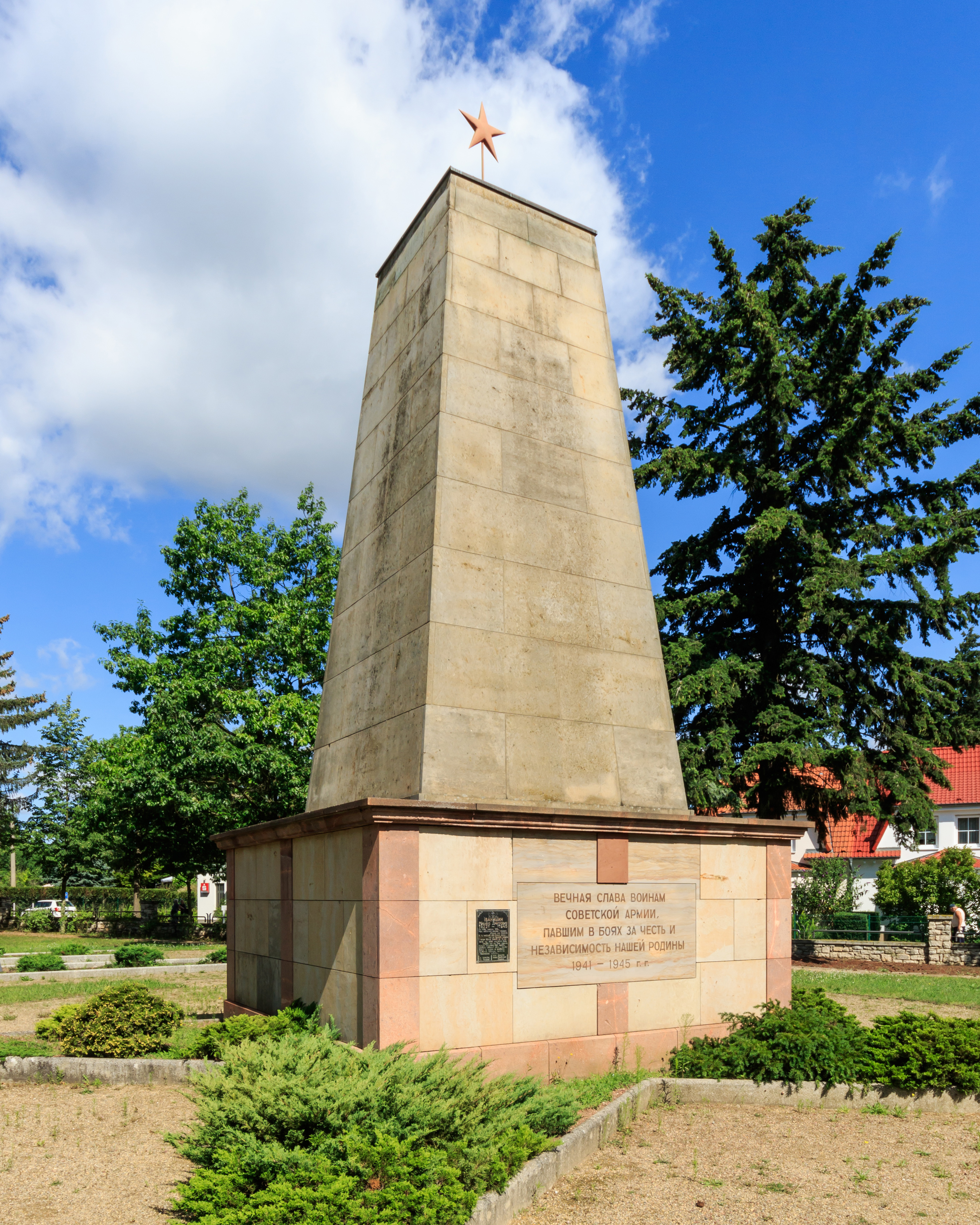
Sowjetisches Ehrenmal Woltersdorf

- Sowjetischer Ehrenfriedhof auf dem Thälmannplatz für 36 sowjetische Kriegsgefangene und 13 Zivilpersonen, vermutlich Zwangsarbeiter, darunter einige Polen
- Ehrenmal aus dem Jahr 1952 von Kurt Holzfäller an der Berliner Straße/Ecke Baumschulenstraße zur Erinnerung an die Verfolgten des Naziregimes. Der Vater des Schöpfers, Karl Holzfäller, gehörte zu den kommunistischen Widerstandskämpfern und wurde 1945 in Brandenburg-Görden ermordet

### Kultur
Für das Kulturleben im Ort setzen sich besonders zwei Vereine ein. Der Woltersdorfer Verschönerungsverein übernimmt neben der Verschönerung des Ortes auch die Arbeit eines Heimatvereins. Er unterhält sowohl den Aussichtsturm auf den Kranichsbergen, als auch das Heimatmuseum in der Alten Schule. Darüber hinaus gibt er einen Großteil der Literatur über den Ort heraus und organisiert verschiedene Veranstaltungen. Die Alte Schule wird vom Verein Kulturhaus Alte Schule betrieben. Neben dem Heimatmuseum gibt es in den anderen Etagen Platz für Ausstellungen und Veranstaltungen.

### Regelmäßige Veranstaltungen
- Weihnachtsbaum-Verbrennen auf dem Sportplatz
- Karneval mit dem Woltersdorfer Carneval Verein
- Familienfest am 1. Mai des Ortsverbandes der Partei DIE LINKE auf der Maiwiese
- Feuerwehrfest der Freiwilligen Feuerwehr Woltersdorf jährlich im Mai
- Woltersdorfer Sommerfest
- Oktoberfest der Freiwilligen Feuerwehr Woltersdorf
- Novemberpokal des MC Woltersdorf, jährlich stattfindend (2018 Lauf der Enduro-Weltmeisterschaft)
- Kirchturmfest am 1. Advent
- Turmblasen am 2. Weihnachtsfeiertag am Aussichtsturm

## Verkehr

### Straßenverkehr
Woltersdorf liegt an der Landesstraße L 30 zwischen Rüdersdorf und Erkner. Die nächstgelegene Autobahnanschlussstelle ist Rüdersdorf an der A 10 (östlicher Berliner Ring).

### Eisenbahn
Woltersdorf hat keinen eigenen Bahnhof. Der Ort ist durch Buslinien mit den umliegenden Orten und dem Bahnhof Erkner an der Bahnstrecke Berlin–Frankfurt (Oder) verbunden.

### Bus
Der öffentliche Personennahverkehr wird unter anderem durch den PlusBus des Verkehrsverbund Berlin-Brandenburg erbracht. Folgende Verbindungen führen, betrieben von der Busverkehr Oder-Spree und Märkisch-Oderland Bus, durch Woltersdorf:
- Linie 420: Erkner ↔ Woltersdorf ↔ Schöneiche ↔ Neuenhagen
- Linie 950: Erkner ↔ Woltersdorf ↔ Rüdersdorf ↔ Strausberg

### Straßenbahn

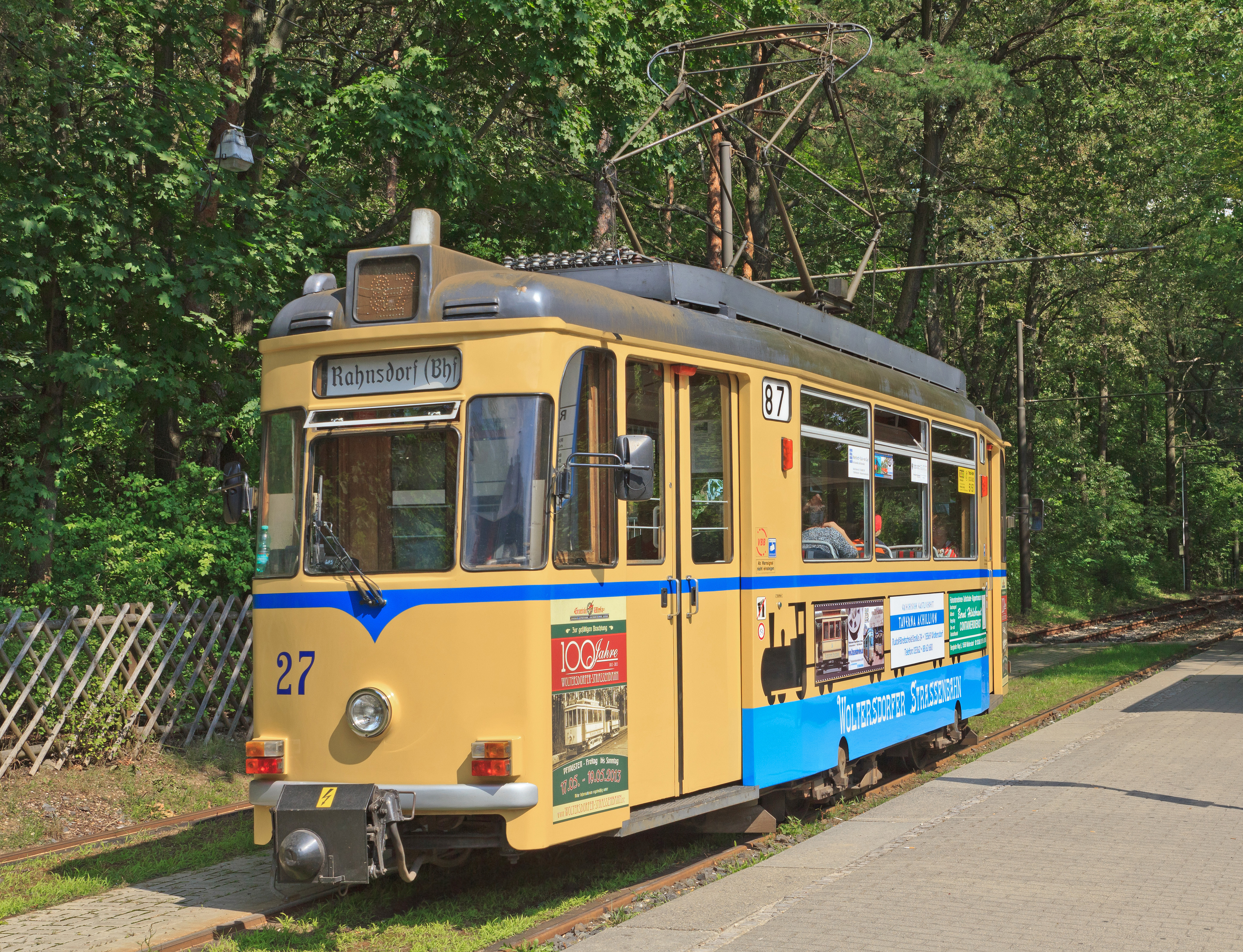
Woltersdorfer Straßenbahn (2013)

Seit 1913 verbindet die normalspurige Straßenbahnlinie Rahnsdorf–Woltersdorf den Berliner S-Bahnhof Rahnsdorf mit der Schleuse am östlichen Ortsende von Woltersdorf. Im Rahmen der Neustrukturierung des Nahverkehrs im Raum Berlin im Juni 1991 erhielt die Straßenbahn die Liniennummer 87. Der Betreiber ist die Woltersdorfer Straßenbahn GmbH. Woltersdorf ist die kleinste deutsche Gemeinde mit einer eigenen Straßenbahn. Miteigentümer der Straßenbahn ist zu 50 Prozent der Landkreis Oder-Spree.

### Flugverkehr
Der nächstgelegene Flughafen ist Berlin Brandenburg (BER).

## Sport und Freizeit
Neben der Schulturnhalle an der Vogelsdorfer Straße, werden die Sport- und Freizeitanlagen Woltersdorf an der Hochlandstraße von vielen Vereinen genutzt. Daneben gibt es noch das Seglerheim am Flakensee und das Wilhelmsbad, die teilweise als Sportstätten genutzt werden. Im Ort aktive Vereine sind:
- Erkneraner Woltersdorfer KarnevalGemeinschaft e. V.
- Karnevalistischer Tanzsport – Woltersdorfer Carneval Verein
- Motorsportclub MC Woltersdorf
- Nikko Dojo
- Segelclub Flakensee
- SportVerein 1919 Woltersdorf

## Sonstiges

### DieBerliner Bär
Das einzige in der DDR durch Privatpersonen gebaute Yachtschiff Berliner Bär wurde in Woltersdorf gebaut und hat bis heute hier seinen Heimathafen.

### Berliner Kämmereidorf
Woltersdorf ist das einzige ehemalige Berliner Kämmereidorf, welches heute nicht zu Berlin gehört. Rittergut und Dorf befanden sich 372 Jahre im Besitz der Stadt. Die Gemeinde lehnte 1926 eine Eingemeindung nach Groß-Berlin ab.

### Höchster Punkt im Niederbarnim
Woltersdorf warb lange Zeit damit, dass sich hier mit dem Kranichsberg der höchste Punkt des Kreises Niederbarnim befand. Jedoch befand sich dieser administrativ, solange der Kreis existierte nicht im Gemeindegebiet von Woltersdorf und erst nach der Auflösung des Kreises und der letzten Forstbezirke, kam der Kranichsberg zwar zu Woltersdorf, war aber im neuen Kreis Fürstenwalde nicht mehr der höchste Punkt.

### Steben im „Fasching“
In Gerhart Hauptmanns Novelle Fasching wird das reale Schicksal der Schiffsbauerfamilie Zieb verarbeitet, die nach einem Besuch ihrer Woltersdorfer Verwandtschaft im Eis des Flakensees einbrechen. In dieser Novelle wird Woltersdorf zum „Dorf Steben“.

### Chausseehaus Woltersdorf
In Folge des Baus der Kreischaussee von Erkner nach Kalkberge um 1880 wurde ein Chausseehaus mit Schlagbaum erbaut, um das Chausseegeld einzunehmen. Das Haus besitzt einen Erker, der den Blick in beide Richtungen erlaubt. Seit der Bildung von Groß-Berlin im Jahr 1920 gehört das Chausseehaus zu Berlin und ist seitdem das östlichste Haus Berlins. Das Chausseehaus befindet sich an der heutigen Ethel-und-Julius-Rosenberg-Straße zwischen der August-Bebel-Straße und der Einmündung Rahnsdorfer Straße. Eine Bushaltestelle rd. 100 m südlich trägt den Namen Woltersdorf, Chausseestraße.

### Ältester Berliner Kietz
1721 erteilten die Berliner Bürgermeister Werner Thieling und Ludwig Senning eine erste Baugenehmigung für ein Haus am Kalksee. Diese Siedlung wurde ab 1735 vom Berliner Magistrat als Kietz bezeichnet. Damit handelt es bei der heutigen Kalkseestraße um den ältesten Kietz, der auf die Stadt Berlin zurückgeht.

## Persönlichkeiten

### Söhne und Töchter der Gemeinde
- Erich Fueß (1880–nach 1933), Politiker (DNVP)
- Ursula Grabley (1908–1977), Schauspielerin
- Vera Friedländer (1928–2019), Schriftstellerin
- Bodo Rudwaleit (* 1957), Fußball-Torwart, Nationalspieler der DDR
- Dieter Schulze (* 1958), Dichter
- Lennardt Krüger (1958–2020), Schauspieler und Synchronsprecher
- Sabine Arnhold (* 1960), Schauspielerin, Synchron-, Hörbuch- und Hörspielsprecherin
- Jörg Vogelsänger (* 1964), Politiker (SPD)

### Mit Woltersdorf verbundene Persönlichkeiten

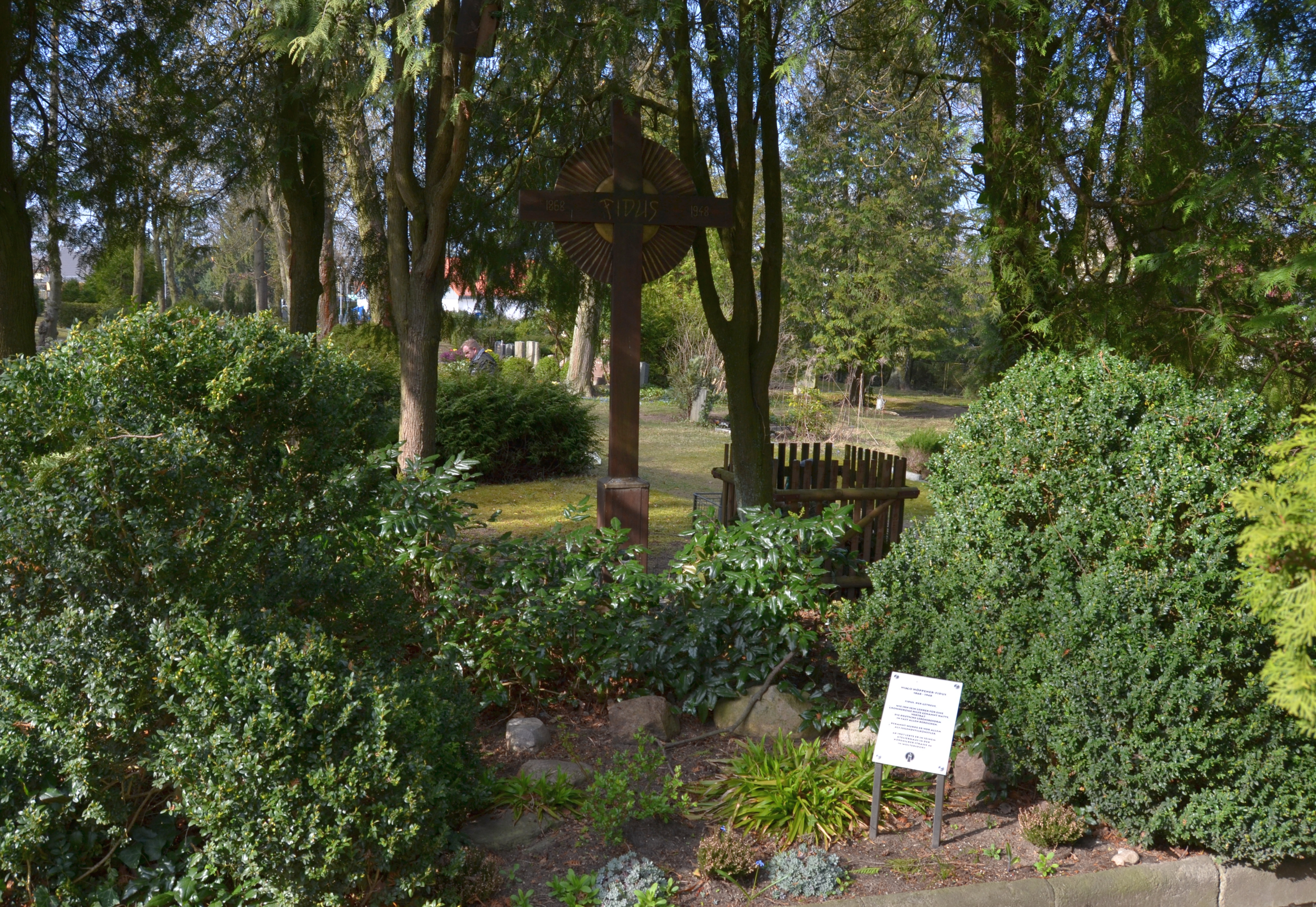
Fidus’ Grab auf dem Woltersdorfer Friedhof

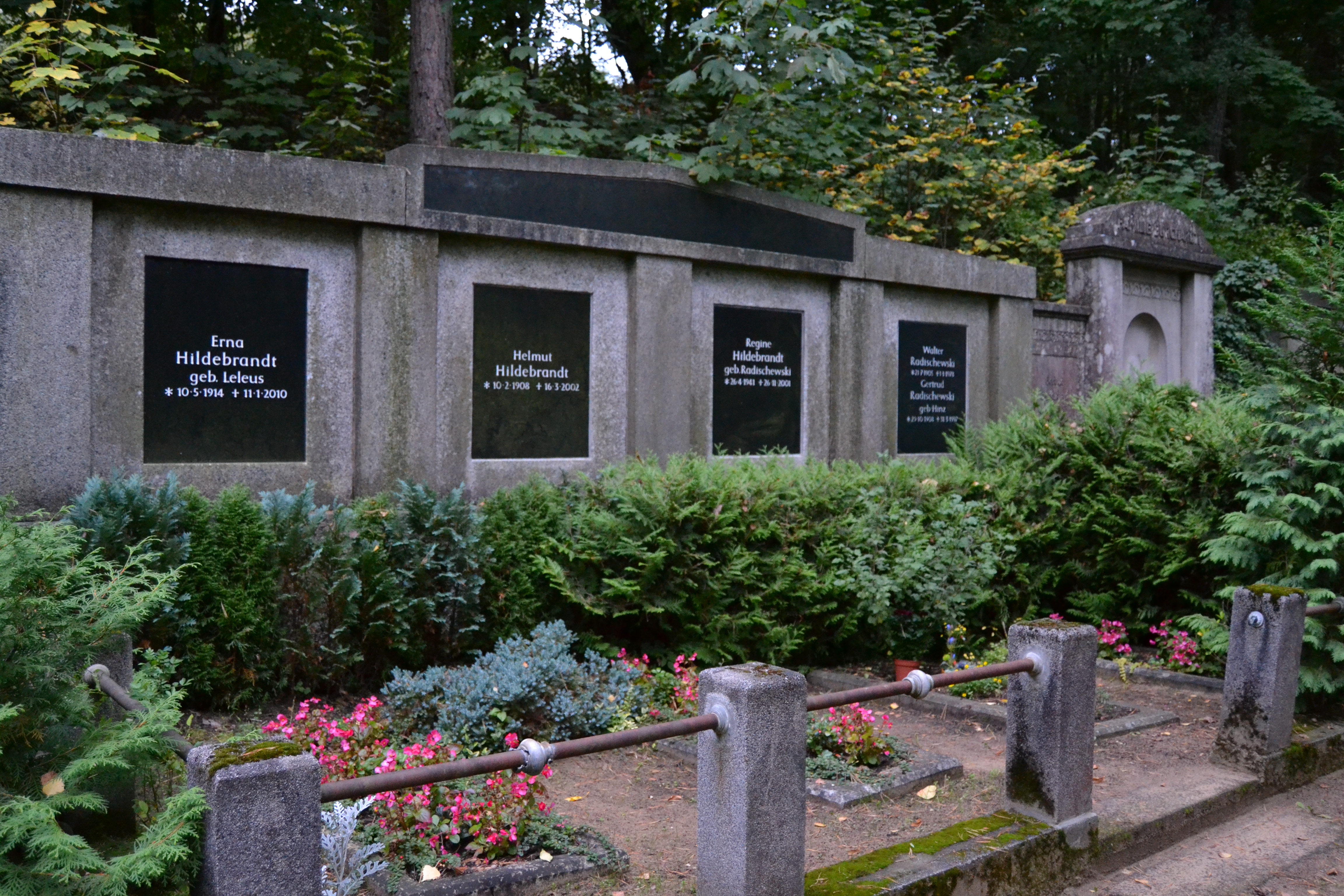
Regine Hildebrandts Grab auf dem Woltersdorfer Friedhof

- Heinrich Stöckhardt (1842–1920), Architekt, Woltersdorf-Schleuse
- Alfred Pritzel, Begründer der Wasserheilanstalt Wilhelmsbad Woltersdorf-Schleuse
- Hans Knoch (1862–1938), Gründer des Kurhauses Woltersdorf-Schleuse
- Richard Zoozmann (1863–1934), Autor und Übersetzer, Woltersdorf-Schleuse
- Bruno Wilhelmi (1865–1909), Gründer der Obstbau-Genossenschaft Eden und von Schönblick
- Fidus (1868–1948), Maler und Illustrator, Woltersdorf-Schönblick
- Karl Wischke (1872–1943), Architekt und Maler, Woltersdorf-Schönblick
- Carl von Brandenstein (1875–1946), Minister in Thüringen und Mitbegründer des Republikanischen Reichsbundes, Woltersdorf-Schönblick
- Alfred Scholz (1876–1944), Bezirksbürgermeister von Neukölln
- Joe May (1880–1954), Filmregisseur, Produzent, Gründer der Filmstadt Woltersdorf
- Wilhelm Deffke (1887–1950), Grafiker und Werbekünstler, auch als „Vater des Logos“ bekannt, Woltersdorf-Schönblick
- Wolfgang Schirmer (1920–2005), Chemiker, Professor und Manager in Industrie und Wissenschaft
- Horst Düsterhöft (1920–1984), Architekt
- Margarete Herzberg (1921–2007), Opernsängerin
- Márta Rafael (1926–2017), Schauspielerin, Sängerin und Fernsehredakteurin.
- Günter Rimkus (1928–2015), Intendant der Deutschen Staatsoper Berlin
- Manfred Wolter (1938–1999), Schriftsteller und Drehbuchautor
- Hans-Joachim Scheitzbach (1939–2024), Cellist
- Regine Hildebrandt (1941–2001), Politikerin (SPD)
- Monika Lubitz (* 1943), Primaballerina an der Deutschen Staatsoper Berlin
- Dagmar Frederic (* 1945), Sängerin und Moderatorin
- Bernd Guggenberger (* 1949), Politikwissenschaftler
- Wolfgang Seppelt (* 1955), Dramaturg und Co-Intendant des Berliner Kriminal Theaters
- Wolfgang Stock (* 1959), Journalist
- Matthias Glander (* 1960), Klarinettist
- Frank Diersch (* 1965), Maler und Zeichner
- Gernot Bronsert (* 1978), Musiker
- Maxie Renner (* 1985), Sängerin